# Musikjahr 1940
Liste der Musikjahre

◄◄ | ◄ | 1936 | 1937 | 1938 | 1939 | Musikjahr 1940 | 1941 | 1942 | 1943 | 1944 | ► | ►►

Weitere Ereignisse · Country-Musik
Dieser Artikel behandelt das Musikjahr 1940.

## Ereignisse

### Nationalsozialismus und Zweiter Weltkrieg
- Im Konzentrationslager für politische Gefangene in Bileća entsteht das Lied Bilečanka.

### Populärmusik und Jazz
- 20. Juli: Die US-amerikanische Musikfachzeitschrift Billboard gibt die ersten Top Ten in den USA bekannt. Den ersten Nummer-eins-Hit hat Tommy Dorsey.
- 30. März: In Salvador da Bahia kommt die Sängerin Astrud Gilberto zur Welt, die mit ihrer Interpretation von The Girl from Ipanema weltbekannt wird.

### Klassische Musik und Musiktheater

#### Instrumentalmusik
- Juhan Aavik: Suite über estnische Volksweisen für Orchester; Mälestused noorusamaalt [Erinnerung an das Heimatland], Suite für Orchester, Teil 2[1]
- Aram Chatschaturjan: Das Violinkonzert wird am 16. November in Moskau vom Solisten David Oistrach beim Festival sowjetischer Musik in Moskau uraufgeführt.[2]

#### Musiktheater
- 13. April: An der Semperoper in Dresden hat die Oper Romeo und Julia von Heinrich Sutermeister nach dem gleichnamigen Stück von William Shakespeare ihre Uraufführung.
- 16. April: Die Oper Maryša von Emil František Burian wird in Brünn uraufgeführt. Das Libretto basiert auf einem Stück von Alois und Vilém Mrštík.
- 18. Mai: Die Uraufführung der Oper Volo di notte von Luigi Dallapiccola nach Antoine de Saint-Exupérys zweitem Roman Vol de nuit erfolgt am Teatro della Pergola in Florenz.

### Film
- 07. Februar: Walt Disneys zweiter abendfüllender Zeichentrickfilm Pinocchio hat in den Vereinigten Staaten Premiere. Leigh Harline komponiert in Zusammenarbeit mit dem Texter Ned Washington fünf Lieder für den Film und gestaltet mit Unterstützung von Paul J. Smith auch große Teile der Filmmusik. Unter den Songs ist auch When You Wish upon a Star – dieses Lied bildet ein wichtiges Leitmotiv und entwickelt sich im Laufe der Zeit zu einer Art Disney-Hymne. Mit ihm ist Pinocchio auch der erste Disney-Film, der 1941 Academy Awards in den Kategorien „Beste Musik“ und „Bester Song“ gewinnt.
- 29. Februar: Bei der Oscarverleihung ist Vom Winde verweht mit zehn Academy Awards erfolgreichster Film, wobei mit der für ihre Darstellung der Mammy ausgezeichneten Hattie McDaniel erstmals eine Afroamerikanerin eine Oscar-Statuette erhält. Die Filmmusik stammt von Max Steiner, der dafür eine Oscarnominierung erhält.
- 27. März: In Los Angeles wird Alfred Hitchcocks erster Hollywood-Film Rebecca nach dem gleichnamigen Roman von Daphne du Maurier mit Laurence Olivier und Joan Fontaine in den Hauptrollen uraufgeführt. Er wird von Kritik und Publikum gleichermaßen begeistert aufgenommen und wird in der Folge als einziger Hitchcock-Film einen Oscar als Bester Film erhalten. Die Filmmusik von Franz Waxman erhält eine Oscarnominierung in der Kategorie Beste Filmmusik.
- 13. November: Der gut zweistündige Zeichentrickfilm von Walt Disney mit dem Titel Fantasia hat am Broadway in New York City Premiere. Aufbauend auf dem Prinzip der Silly Symphonies wird der gesamte Film ohne Sprechteil wie ein Musikvideo von klassischer Musik begleitet, gespielt vom Philadelphia Orchestra, das von Leopold Stokowski dirigiert wird.

## Musikcharts

### Vereinigte Staaten
Die längsten Nummer-eins-Singles
Lieder, die die meiste Zeit während eines anderen Jahres auf Platz 1 der Charts verbrachten, werden hier nicht aufgeführt.
1. Tommy Dorsey & His Orchestra with Frank Sinatra & The Pied Pipers – I’ll Never Smile Again (12 Wochen)
2. Bing Crosby with John Scott Trotter & His Orchestra – Only Forever (9 Wochen)

Alle weiteren Lieder waren entweder eine oder zwei Wochen auf Platz 1 gelistet.
Die Singlecharts wurden erstmals am 27. Juli erhoben.
Alle Nummer-eins-Hits und die Hits des Jahres

### Charts in weiteren Ländern
Siehe auch: Nummer-eins-Hits 1940 in  Australien und den Vereinigten Staaten.

## Neuveröffentlichungen (Auswahl)

### Lieder und Kompositionen
| Lied                          | Text                  | Musik          | Erstinterpret    | Label      | Veröffentlichung | Genre               | Weitere Informationen                        |
| ----------------------------- | --------------------- | -------------- | ---------------- | ---------- | ---------------- | ------------------- | -------------------------------------------- |
| L’Accordéoniste               | Michel Emer           | Michel Emer    | Édith Piaf       | Polydor    | 1940             | Chanson             |                                              |
| Blueberry Hill                | Al Lewis, Larry Stock | Vincent Rose   | Sammy Kaye       | RCA Victor | 1940             | Pop, Big Band, Jazz | für den Western The Singing Hill geschrieben |
| Don’t Get Around Much Anymore | Bob Russell           | Duke Ellington | Johnny Hodges    |            | 1940             | Jazz                |                                              |
| Die Reblaus                   | Ernst Marischka       | Karl Föderl    | Hans Moser u. a. |            | 1940             | Wienerlied          | für den Film Sieben Jahre Pech geschrieben   |

### Alben
| Album        | Interpret                                                        | Label         | Veröffentlichung | Genre | Weitere Informationen |
| ------------ | ---------------------------------------------------------------- | ------------- | ---------------- | ----- | --------------------- |
| Chicago Jazz | Eddie Condon, Pee Wee Russell, Jimmy McPartland, George Wettling | Decca Records | 21. März 1940    | Jazz  | Kompilation           |

## Geboren

### Januar
- 01. Januar: Joe Fagin, englischer Popsänger († 2023)
- 01. Januar: Genya Ravan, US-amerikanische Rock-Sängerin
- 03. Januar: Motohiko Adachi, japanischer Komponist
- 04. Januar: Pavel Smetáček, tschechischer Jazzmusiker und Diplomat († 2022)
- 05. Januar: Athol Guy, australischer Musiker
- 05. Januar: Phil Trim, spanischer Musiker afro-amerikanischer Abstammung
- 06. Januar: Van McCoy, US-amerikanischer Musiker und Produzent († 1979)
- 07. Januar: Dave Cousins, britischer Sänger und Songwriter († 2025)
- 08. Januar: Miriam Ariza, dominikanische Pianistin
- 09. Januar: Barbara Buczek, polnische Komponistin, Pianistin und Musikpädagogin († 1993)
- 12. Januar: Ronald Shannon Jackson, US-amerikanischer Jazzschlagzeuger († 2013)
- 13. Januar: Detlef Engel, deutscher Schlagersänger († 2023)
- 13. Januar: Tadaoki Ishihara, japanischer Komponist und Professor

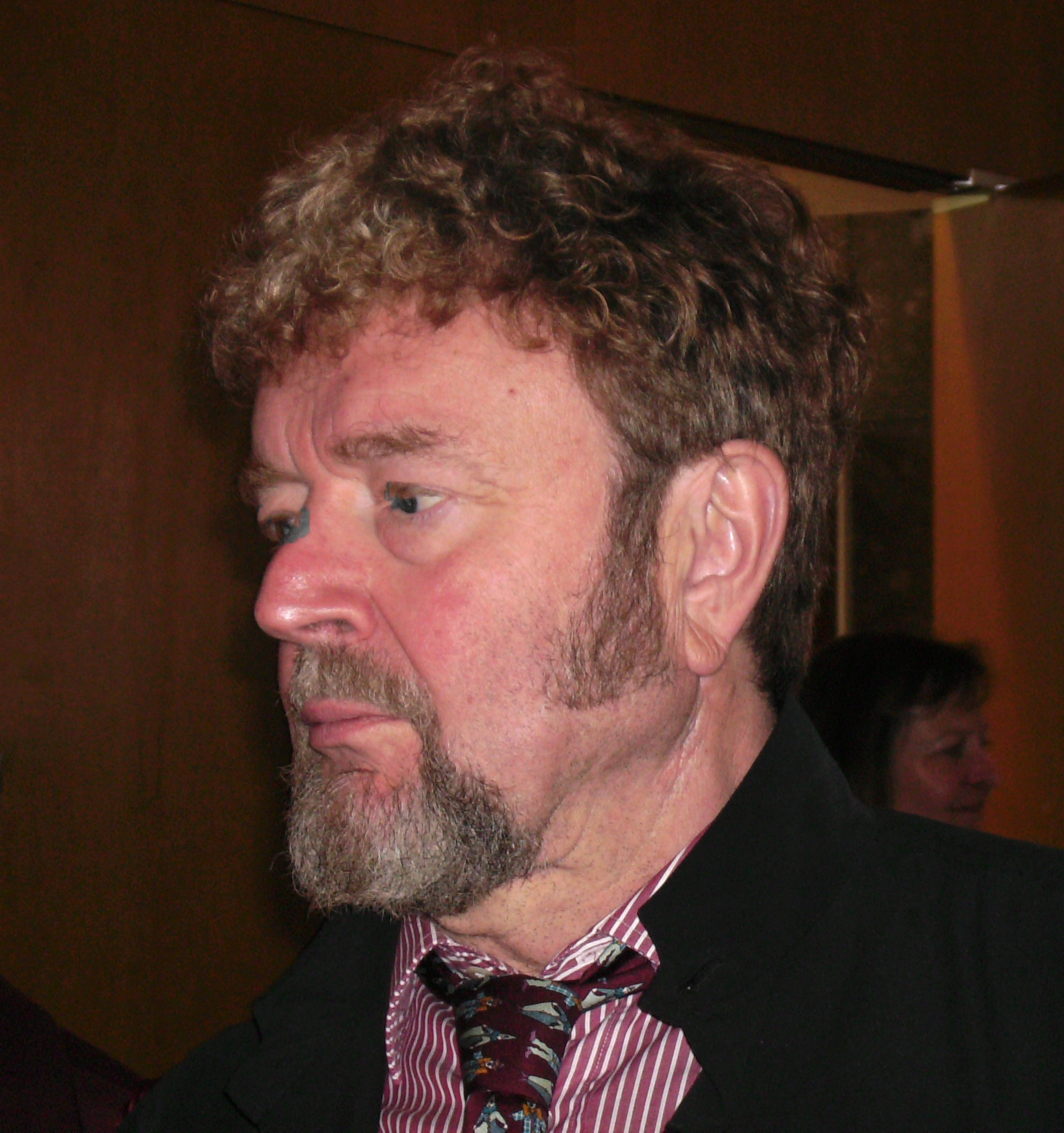
Siegmund Nimsgern; * 14. Januar

- 14. Januar: Siegmund Nimsgern, deutscher Opern- und Konzertsänger
- 15. Januar: Hans Herbert Böhrs, deutscher Musiker, Komiker, Radiomoderator und Schauspieler († 2022)
- 17. Januar: Richard Maloof, US-amerikanischer Musiker († 2024)
- 17. Januar: Leo Murer, österreichischer Sänger und Komponist († 1996)
- 17. Januar: Troels Trier, dänischer Musiker, Maler, Keramiker, Entertainer
- 18. Januar: Pat Britt, US-amerikanischer Jazzmusiker und Musikproduzent († 2022)
- 18. Januar: Blanca Mooney, argentinische Tangosängerin († 1991)
- 18. Januar: Iva Zanicchi, italienische Sängerin, Fernsehmoderatorin und Schauspielerin
- 19. Januar: Rudolf Jansen, niederländischer Pianist, Organist und Cembalist († 2024)

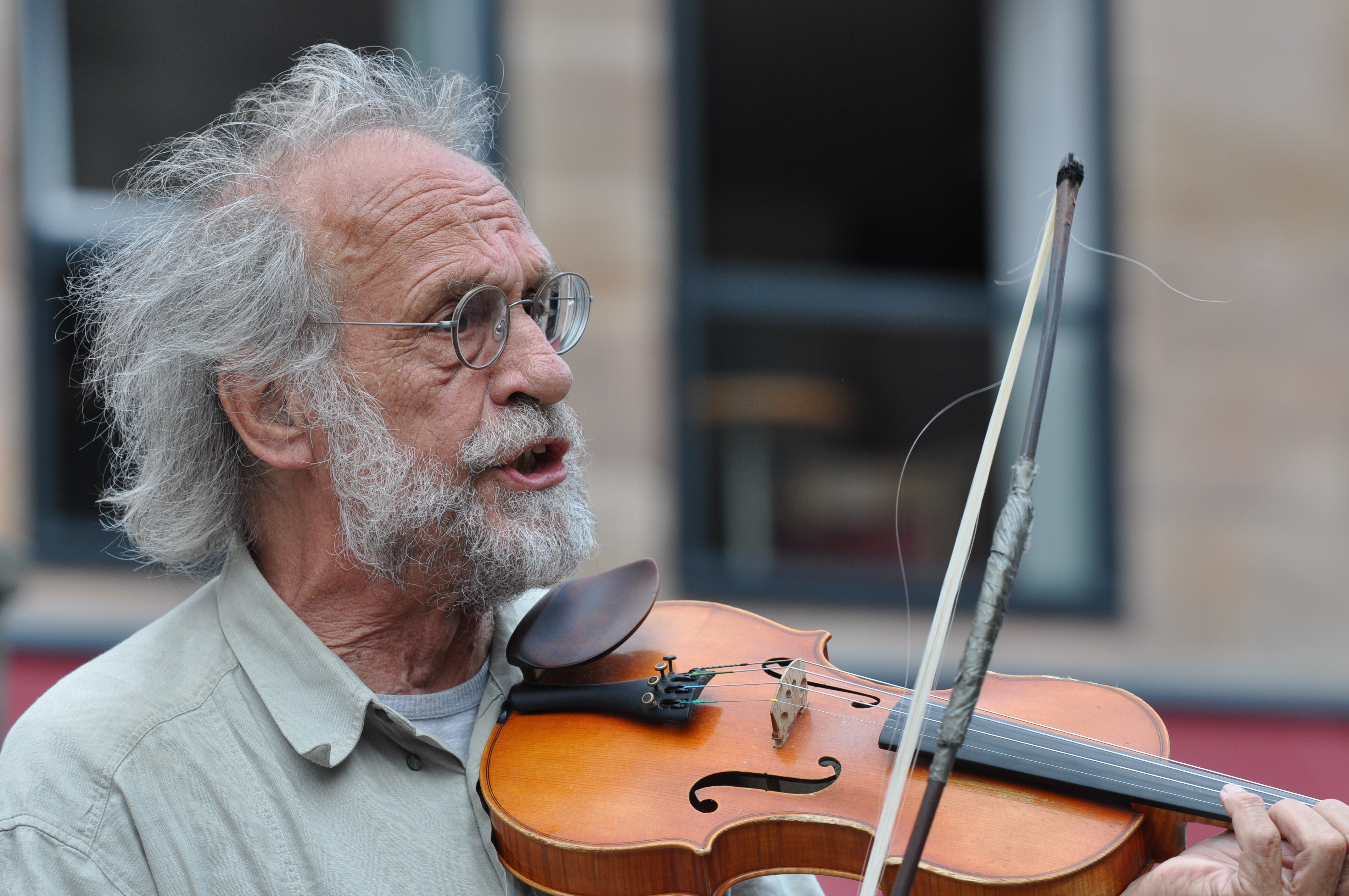
Klaus der Geiger; * 20. Januar

- 20. Januar: Klaus der Geiger, deutscher Musiker und Liedermacher

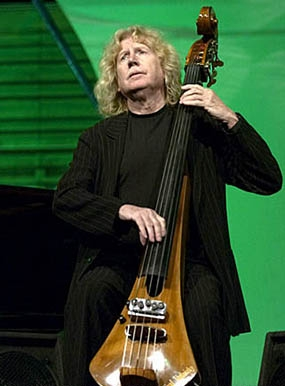
Eberhard Weber; * 22. Januar

- 22. Januar: Eberhard Weber, deutscher Bassist und Komponist
- 23. Januar: Johnny Russell, US-amerikanischer Country-Musiker und Songwriter († 2001)
- 24. Januar: Marcello Panni, italienischer Dirigent und Komponist
- 24. Januar: Bjørn Tidmand, dänischer Schlagersänger
- 25. Januar: Brent McCall, US-amerikanischer Komponist († 2019)
- 26. Januar: Rafael Martínez Arteaga, kolumbianischer Sänger, Komponist und Dichter
- 27. Januar: Klaus Zeige, deutscher Toningenieur und Tonmeister († 2021)
- 31. Januar: Hans-Friedrich Ihme, deutscher Komponist und Musiker
- 31. Januar: Hugh Macdonald, englischer Musikwissenschaftler und Dirigent

### Februar
- 01. Februar: Erik Freitag, österreichischer Komponist und Geiger
- 03. Februar: Marijke Merckens, niederländische Schauspielerin und Pop-Sängerin († 2023)
- 03. Februar: Farida Yasmin, bangladeschische Playback-Sängerin († 2015)
- 04. Februar: Emin Fındıkoğlu, türkischer Jazzmusiker (Piano, Synthesizer, Komposition)
- 04. Februar: Martin Jones, englischer Pianist
- 06. Februar: Peter Baumeister, deutscher Jazzschlagzeuger und Bankier
- 06. Februar: Helga Thiede, deutsche Sängerin (Sopran)
- 07. Februar: Andrew Dawes, kanadischer Geiger und Musikpädagoge († 2022)
- 09. Februar: Brian Lawrence Bennett, englischer Musiker
- 11. Februar: Roxolana Roslak, kanadische Sängerin
- 12. Februar: Gilda Cruz-Romo, mexikanische Opernsängerin († 2025)
- 13. Februar: Winfried Heurich, deutscher Organist, Chorleiter und Komponist
- 13. Februar: Werner Pirchner, österreichischer Komponist († 2001)
- 14. Februar: Eberhard Blum, deutscher Flötist († 2013)
- 17. Februar: Marcel Campion, französischer Geschäftsmann (Schausteller) und Gitarrist
- 17. Februar: Vicente Fernández, mexikanischer Ranchera-Sänger, Schauspieler und Filmproduzent († 2021)
- 17. Februar: Gene Pitney, US-amerikanischer Sänger und Songschreiber († 2006)
- 18. Februar: Fabrizio De André, italienischer Liedermacher († 1999)
- 19. Februar: Smokey Robinson, US-amerikanischer Sänger

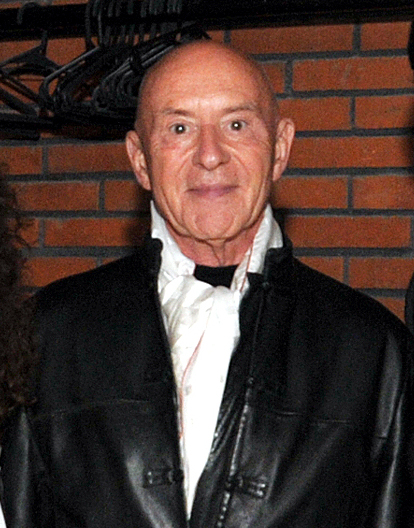
Christoph Eschenbach; * 20. Februar

- 20. Februar: Christoph Eschenbach, deutscher Pianist und Dirigent
- 22. Februar: Samuel Friedmann, israelischer Dirigent
- 25. Februar: Artie Cabral, US-amerikanischer Jazzmusiker († 2023)
- 27. Februar: Barbara Collier, kanadische Sopranistin
- 28. Februar: Barry Fantoni, britischer Autor, Maler, Cartoonist und Jazzmusiker († 2025)
- 28. Februar: Joe South, US-amerikanischer Sänger und Songwriter († 2012)

### März
- 01. März: Fritz Mayr, bayrischer Volksmusiker, Komponist und Leiter der Volksmusik-Abteilung beim Bayerischen Rundfunk († 2020)
- 01. März: Gene Perla, US-amerikanischer Jazzbassist

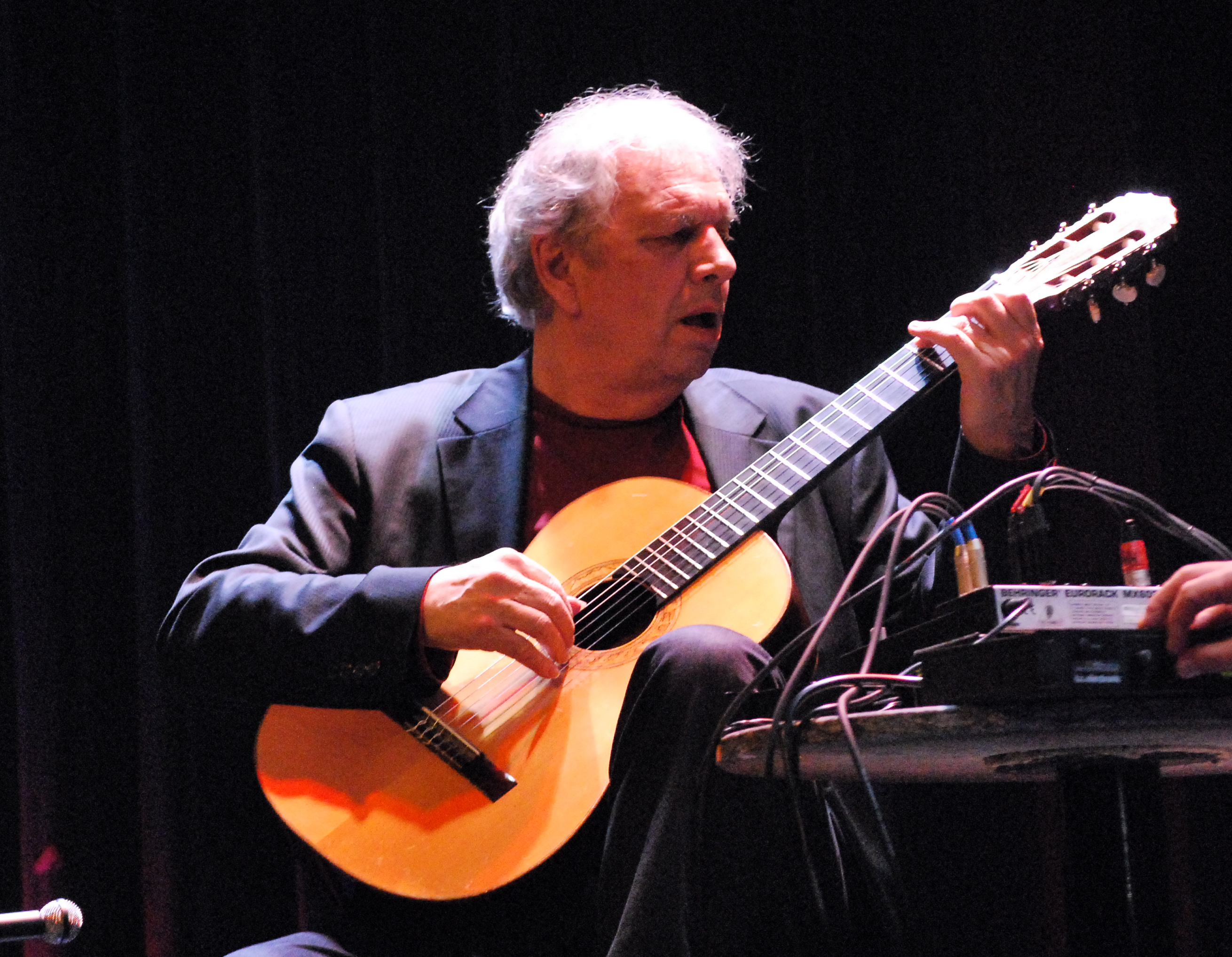
Ralph Towner; * 1. März

- 01. März: Ralph Towner, US-amerikanischer Jazzmusiker
- 02. März: Juraj Beneš, slowakischer Komponist, Lehrer und Pianist († 2004)
- 02. März: Joyce Green, US-amerikanische Rockabilly-Musikerin
- 02. März: Andrzej Korzyński, polnischer Komponist († 2022)
- 04. März: Fernando Casado, dominikanischer Sänger, Schauspieler und Entertainer
- 04. März: Zulema Robles, argentinische Tangosängerin
- 06. März: Billy Adams, US-amerikanischer Rockabilly-Musiker († 2019)
- 08. März: Johnny Ventura, dominikanischer Sänger († 2021)
- 09. März: Larissa Iwanowna Golubkina, sowjetische bzw. russische Schauspielerin und Sängerin († 2025)
- 10. März: Louis Moholo, südafrikanischer Jazzmusiker († 2025)
- 10. März: Francis Schwartz, US-amerikanischer Komponist
- 11. März: Alberto Cortez, argentinischer Singer-Songwriter († 2019)

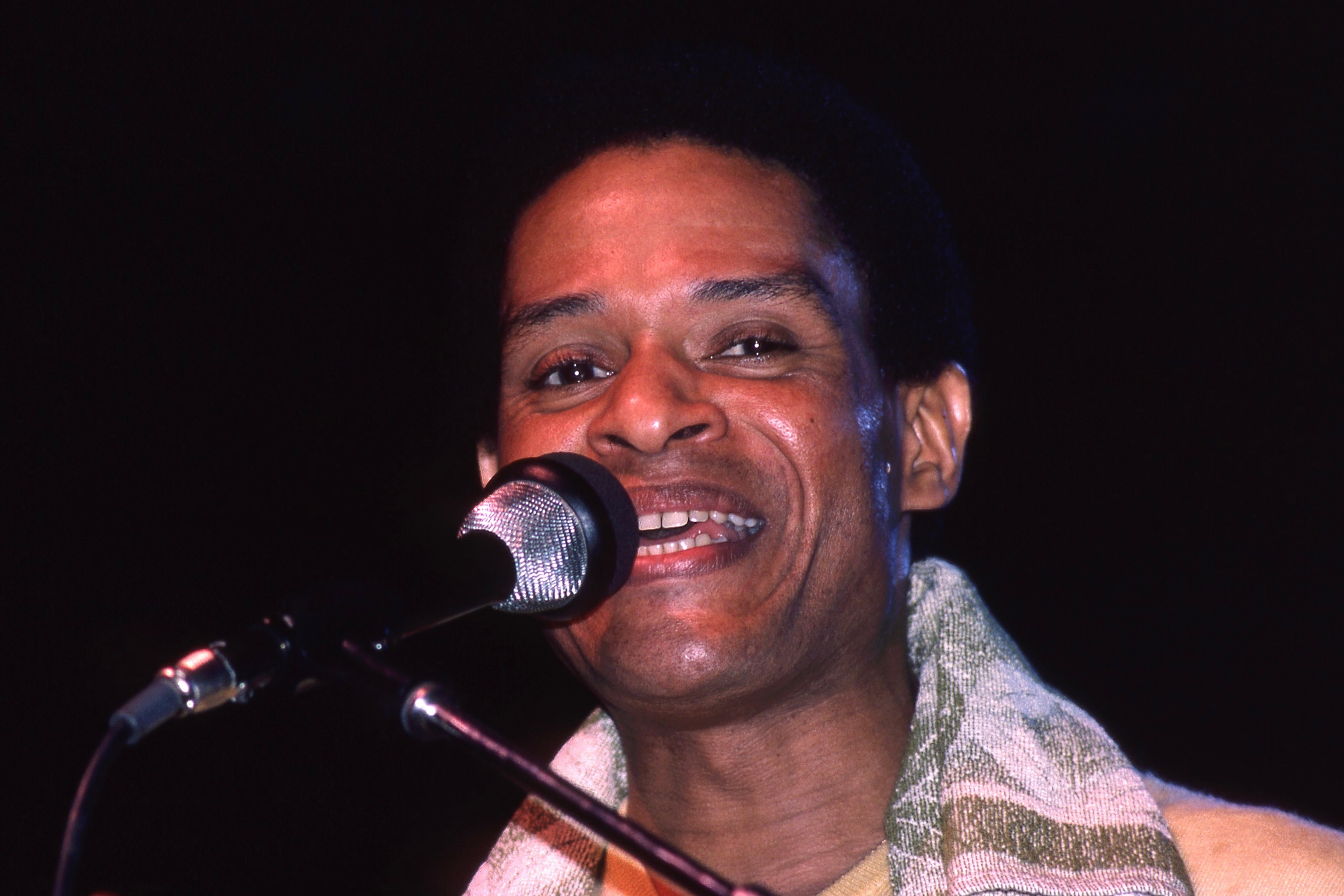
Al Jarreau; * 12. März

- 12. März: Al Jarreau, US-amerikanischer Jazz-, Pop- und R&B-Sänger sowie Songautor († 2017)
- 12. März: Mauri Antero Numminen, finnischer Sänger, Komponist, Buchautor und Filmemacher
- 14. März: Durul Gence, türkischer Jazzmusiker († 2021)
- 15. März: Al Bell, US-amerikanischer Musikproduzent, Songwriter und Musikmanager
- 15. März: Jacques Hustin, belgischer Sänger und Maler († 2009)
- 15. März: Phil Lesh, US-amerikanischer Bassist und Komponist († 2024)
- 16. März: Vaqif Mustafazadə, aserbaidschanischer Komponist und Pianist († 1979)
- 16. März: Keith Rowe, britischer Gitarrist und Künstler
- 18. März: Benno Penßler-Beyer, deutscher Musiker und Gitarrist († 2019)
- 19. März: Vic Eugster, Schweizer Sänger und Tonmeister († 2022)
- 21. März: Walter Andreas Angerer, deutscher Kunstmaler und Komponist
- 21. März: Solomon Burke, US-amerikanischer Soul/R&B-Sänger († 2010)
- 21. März: Wilhelm Kaiser-Lindemann, zeitgenössischer deutscher Komponist und Hornist († 2010)
- 22. März: Gayle Griffith, US-amerikanischer Country- und Rockabilly-Musiker
- 22. März: Günter von Kannen, deutscher Opernsänger († 2016)
- 22. März: Masahiko Togashi, japanischer Jazz-Schlagzeuger († 2007)
- 23. März: Alan Blaikley, britischer Popmusik-Autor († 2022)
- 23. März: Maureen Evans, britische Sängerin
- 25. März: Rodolfo Mederos, argentinischer Tango-Bandoneonist
- 25. März: Mina, italienische Sängerin
- 26. März: Victor von Halem, deutscher Opernsänger (Bass) († 2022)
- 27. März: Derrick Morgan, jamaikanischer Sänger
- 29. März: Eden Kane, britischer Sänger
- 29. März: Octavian Nemescu, rumänischer Komponist († 2020)

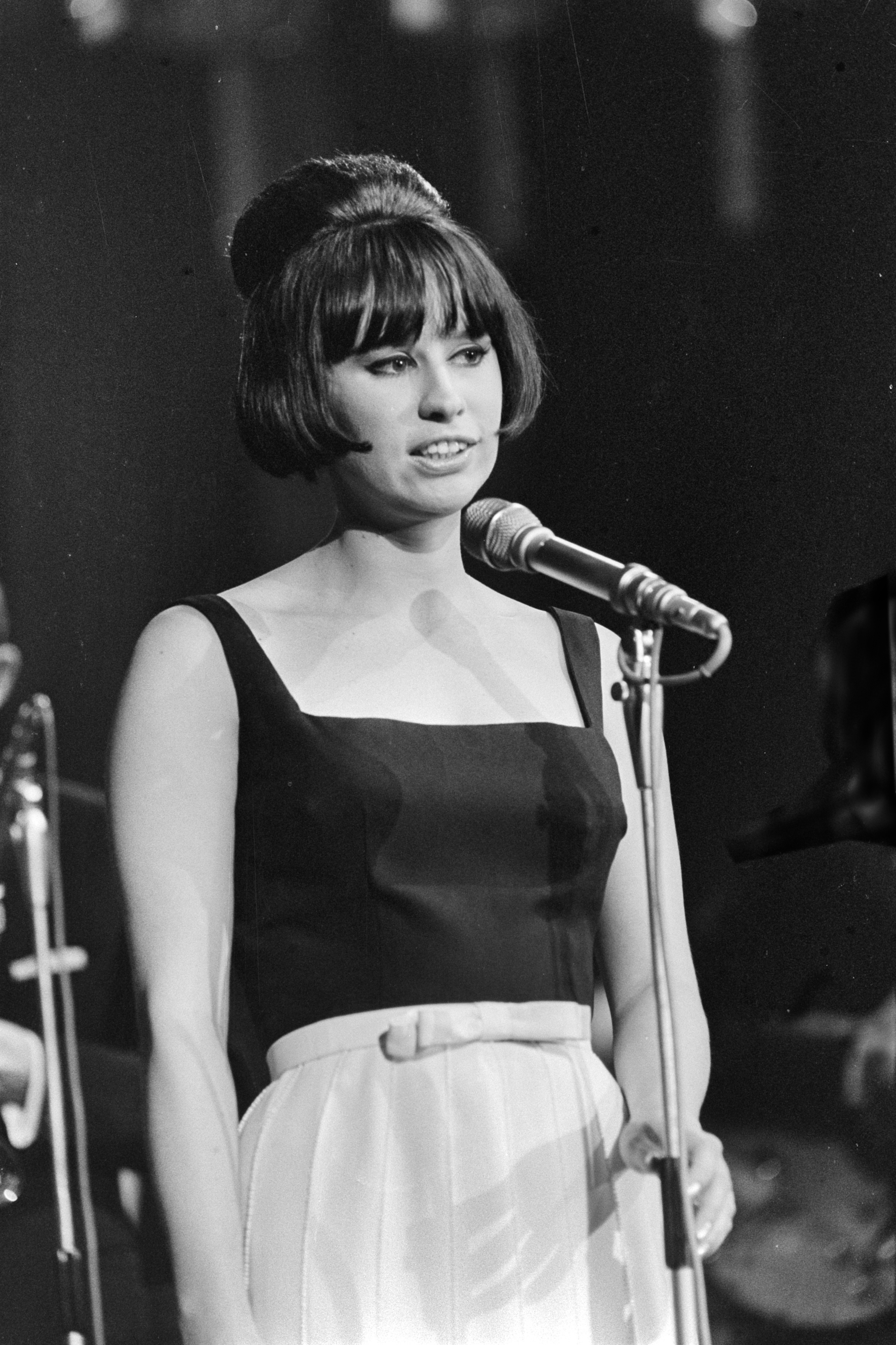
Astrud Gilberto; * 30. März

- 30. März: Astrud Gilberto, US-amerikanische Sängerin und Komponistin († 2023)

### April
- 01. April: Walter Heimann, deutscher Musikpädagoge und Musikwissenschaftler
- 01. April: Graciela Paraskevaídis, argentinische Komponistin († 2017)
- 05. April: Tommy Cash, US-amerikanischer Country-Sänger († 2024)
- 07. April: Jan W. Morthenson, schwedischer Komponist und Musiker († 2024)
- 08. April: Klaus Eisenmann, deutscher Dirigent und Musikpädagoge († 2024)
- 09. April: Ken’ichirō Kobayashi, japanischer Dirigent und Komponist

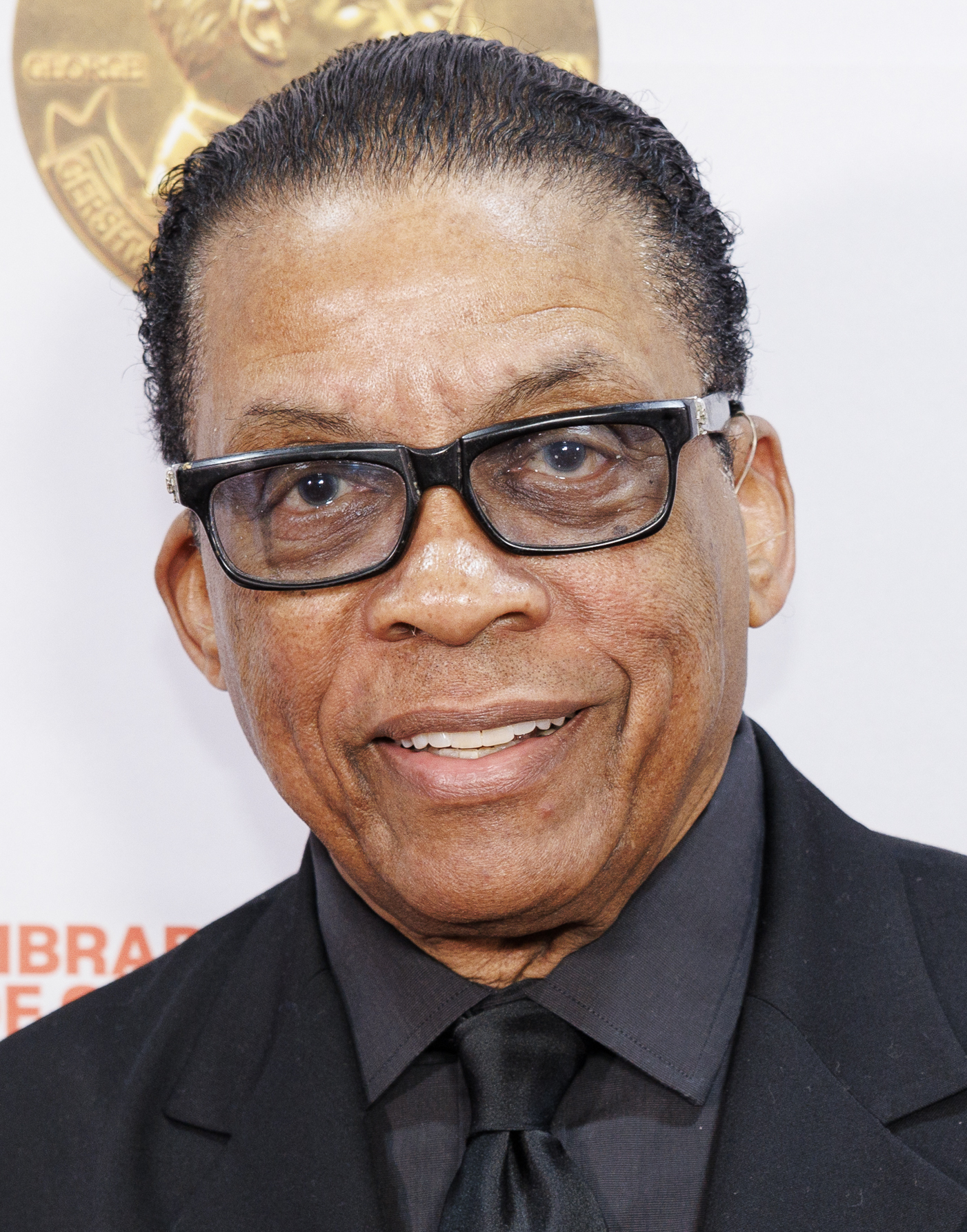
Herbie Hancock; * 12. April

- 12. April: Herbie Hancock, US-amerikanischer Jazz-Pianist und Komponist
- 13. April: Vladimir Cosma, rumänischer Filmkomponist und Dirigent
- 14. April: Jo Akepsimas, griechisch-französischer Chansonnier und Komponist
- 15. April: Carol Fredette, US-amerikanische Jazzmusikerin († 2021)
- 15. April: Marian Zazeela, US-amerikanische Malerin, Licht-, Performance- und Installationskünstlerin, Designerin und Musikerin († 2024)
- 17. April: Billy Fury, englischer Rockmusiker († 1983)
- 17. April: Siegfried Jerusalem, deutscher Sänger
- 17. April: Anja Silja, deutsche Sopranistin
- 20. April: René Pascal, deutscher Schlagersänger und Gastronom († 2025)
- 20. April: Herbert Zagler, österreichischer Komponist und Musiker
- 25. April: Ethel Afamado, uruguayische Sängerin und Schriftstellerin
- 29. April: George Adams, US-amerikanischer Jazzmusiker († 1992)
- 30. April: John Grew, kanadischer Organist, Cembalist und Musikpädagoge
- 30. April: Darrell McCall, US-amerikanischer Country-Sänger

### Mai
- 05. Mai: Lars Gunnar Åberg, schwedischer Schauspieler, Regisseur, Musiker und Künstler
- 08. Mai: Victor Brox, britischer Multiinstrumentalist und Sänger des Bluesrock († 2023)
- 08. Mai: Emilio Delgado, US-amerikanischer Schauspieler und Sänger († 2022)
- 08. Mai: Ricky Nelson, US-amerikanischer Schauspieler, Musiker und Singer-Songwriter († 1985)
- 09. Mai: John Hawken, britischer Keyboarder († 2024)
- 09. Mai: Dick Morrissey, britischer Jazzmusiker († 2000)
- 10. Mai: Chris Evans, deutsch-britischer Musiker, Komponist und Musikproduzent († 2022)
- 11. Mai: Jacques Bekaert, belgischer Musiker, Journalist und Autor († 2020)
- 12. Mai: Lill Lindfors, finnlandschwedische Sängerin und TV-Moderatorin
- 12. Mai: Jozef Sixta, slowakischer Komponist und Musikpädagoge († 2007)
- 14. Mai: Troy Shondell, US-amerikanischer Pop- und Countrysänger († 2016)
- 14. Mai: Peter Wimberger, österreichischer Opernsänger († 2021)
- 18. Mai: Monika Grimm, deutsche Schlagersängerin und Schauspielerin
- 20. Mai: Frode Thingnæs, norwegischer Jazzmusiker und Komponist († 2012)

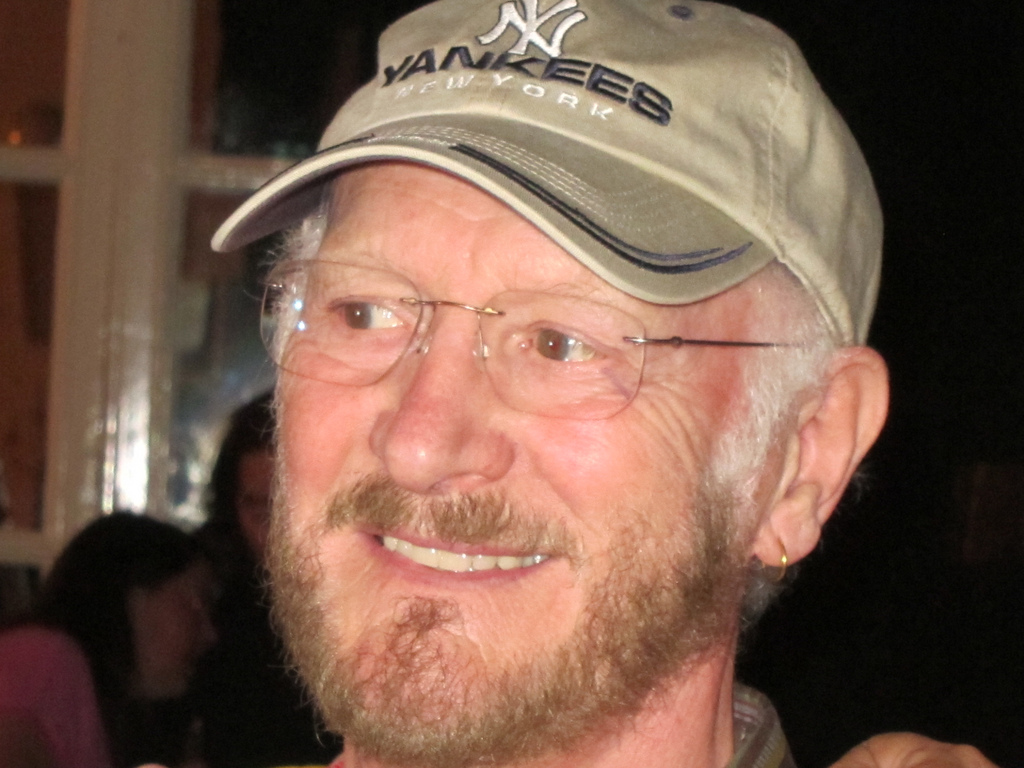
Tony Sheridan; * 21. Mai

- 21. Mai: Tony Sheridan, britischer Musiker, Mitbegründer der Beatmusik († 2013)
- 22. Mai: Carlos Galván, argentinischer Bandoneonist und Tangomusiker († 2014)
- 26. Mai: Levon Helm, US-amerikanischer Musiker († 2012)
- 28. Mai: John Bergamo, US-amerikanischer Schlagzeuger und Komponist († 2013)
- 28. Mai: Hans Dulfer, niederländischer Jazz-Musiker
- 31. Mai: Augie Meyers, US-amerikanischer Musiker

### Juni
- 02. Juni: Avgust Ipavec, slowenisch-österreichischer Komponist († 2023)
- 04. Juni: Dick Vennik, niederländischer Jazzmusiker († 2022)
- 07. Juni: Enrique Anleu Díaz, guatemaltekischer Komponist, Musikwissenschaftler und Musikethnologe († 2023)
- 07. Juni: Helmut Bieler, deutscher Komponist, Pianist und Musikpädagoge († 2019)

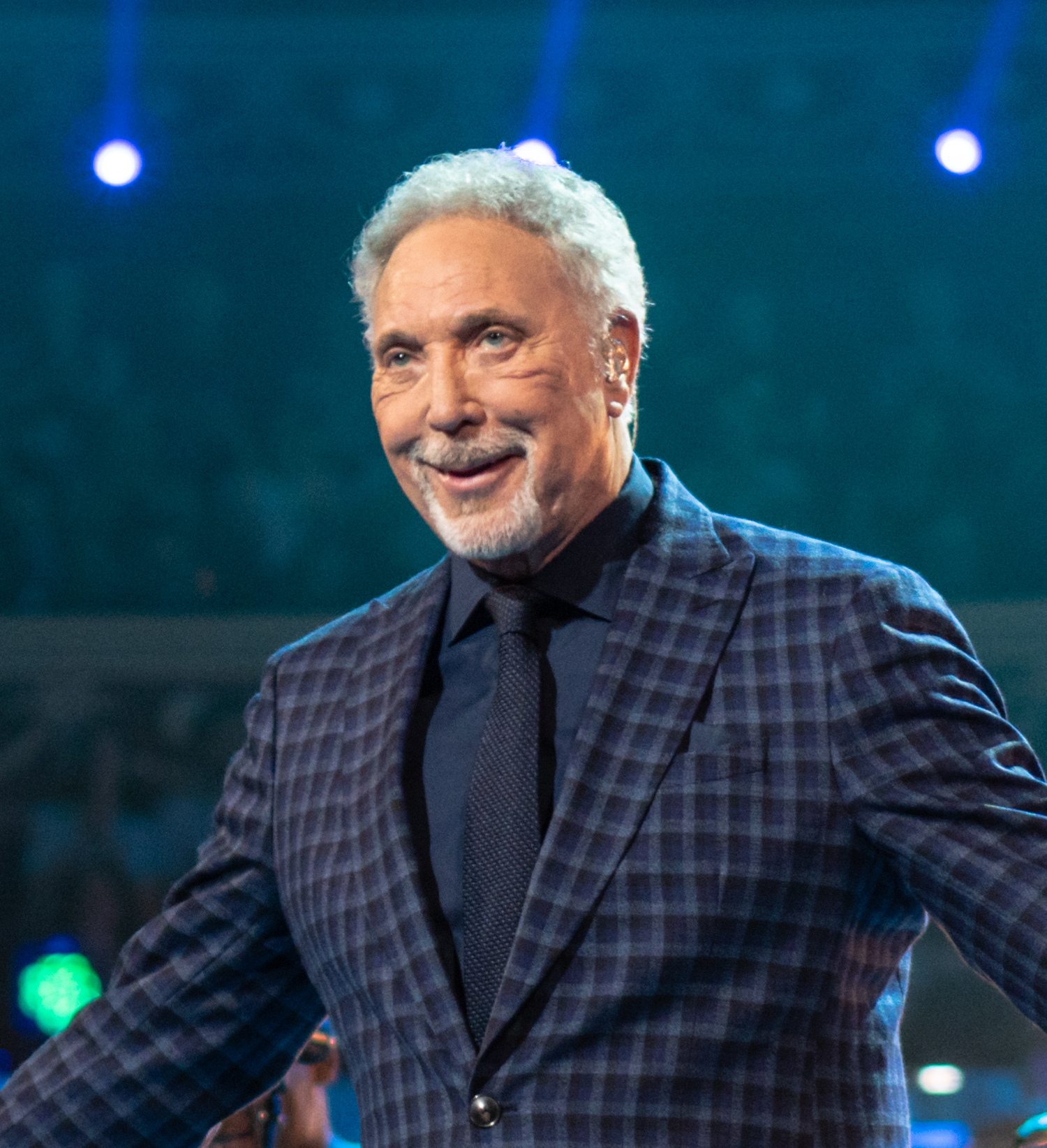
Sir Tom Jones; * 7. Juni

- 07. Juni: Tom Jones, walisischer Pop-Sänger
- 08. Juni: Nancy Sinatra, US-amerikanische Sängerin und Schauspielerin
- 15. Juni: Nancy King, US-amerikanische Jazz-Sängerin († 2025)
- 16. Juni: Petr Kaplan, tschechischer Rocksänger und -gitarrist († 2007)
- 17. Juni: Özdemir Erdoğan, türkischer Jazz- und Unterhaltungsmusiker (Gesang, Gitarre, Songwriting)
- 23. Juni: Stuart Sutcliffe, britischer Maler und Musiker, frühes Mitglied der Beatles († 1962)
- 23. Juni: Diana Trask, australische Country- und Pop-Sängerin
- 25. Juni: Maryvonne Le Dizès, französische Geigerin und Hochschullehrerin († 2024)
- 26. Juni: Petru Munteanu, deutscher Violinist und Violinpädagoge († 2023)
- 29. Juni: Wjatscheslaw Artjomow, russischer Komponist

### Juli
- 02. Juli: Dale Clevenger, US-amerikanischer Hornist († 2022)
- 02. Juli: Susanna Mildonian, belgische Harfenistin († 2022)
- 03. Juli: Fontella Bass, US-amerikanische R&B- und Soul-Sängerin, Pianistin und Komponistin († 2012)
- 03. Juli: Nguyen Thien Dao, französischer Komponist vietnamesischer Herkunft († 2015)
- 03. Juli: Peer Raben, deutscher Komponist († 2007)
- 04. Juli: Miguel Ángel Estrella, argentinischer Pianist († 2022)
- 05. Juli: Rómulo Lazarde, venezolanischer Gitarrist, Komponist und Musikpädagoge († 2021)
- 05. Juli: Nicholas Wright, britischer Dramatiker und Librettist
- 06. Juli: Jeannie Seely, US-amerikanische Country-Sängerin und Songschreiberin († 2025)

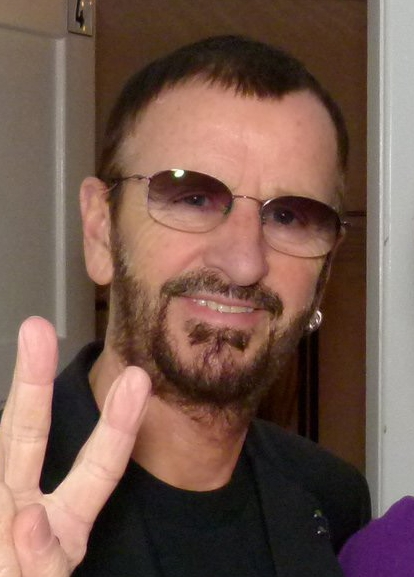
Ringo Starr; * 7. Juli

- 07. Juli: Ringo Starr, britischer Musiker (The Beatles)

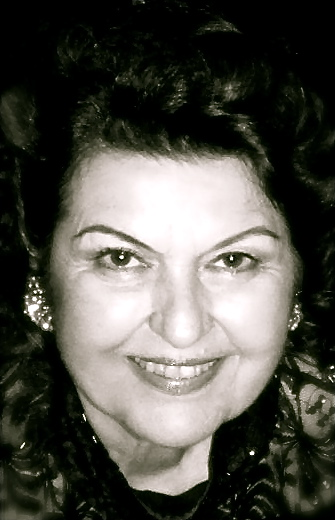
Helen Donath; * 10. Juli

- 10. Juli: Helen Donath, US-amerikanische Sopranistin
- 16. Juli: Ulf Andersson, schwedischer Jazzmusiker († 2023)
- 16. Juli: Arthur Moreira Lima, brasilianischer klassischer Pianist († 2024)
- 17. Juli: Mickey Hawks, US-amerikanischer Rock-’n’-Roll-Musiker († 1989)
- 19. Juli: Walentyn Bibik, ukrainisch-sowjetischer Komponist († 2003)
- 22. Juli: Thomas Wayne, US-amerikanischer Rockabilly- und Pop-Sänger († 1971)
- 24. Juli: Fausti, luxemburgischer Entertainer († 2021)
- 24. Juli: Kim Richmond, US-amerikanischer Jazzmusiker († 2024)
- 24. Juli: John Wurr, britischer Jazzmusiker († 2023)
- 27. Juli: Pina Bausch, deutsche Tänzerin, Choreografin, Tanzpädagogin und Ballettdirektorin († 2009)
- 27. Juli: Jonny Hill, österreichischer Musiker, Texter, Produzent und Entertainer
- 30. Juli: Marc Bélanger, kanadischer Geiger, Bratschist, Arrangeur, Komponist und Musikpädagoge
- 31. Juli: Tyree Glenn junior, US-amerikanischer Musiker

### August
- 01. August: Nell Reymond, französische Theater-, Kino- und Fernseh-Schauspielerin und Sängerin († 2015)
- 03. August: Joseph Dorfman, israelischer Komponist und Musikpädagoge († 2006)
- 03. August: Raymond Allen „Ray“ Draper, US-amerikanischer Jazz-Tubist († 1982)
- 03. August: Roscoe Mitchell, US-amerikanischer Jazz-Saxophonist
- 04. August: Coriún Aharonián, uruguayischer Komponist und Musiker († 2017)

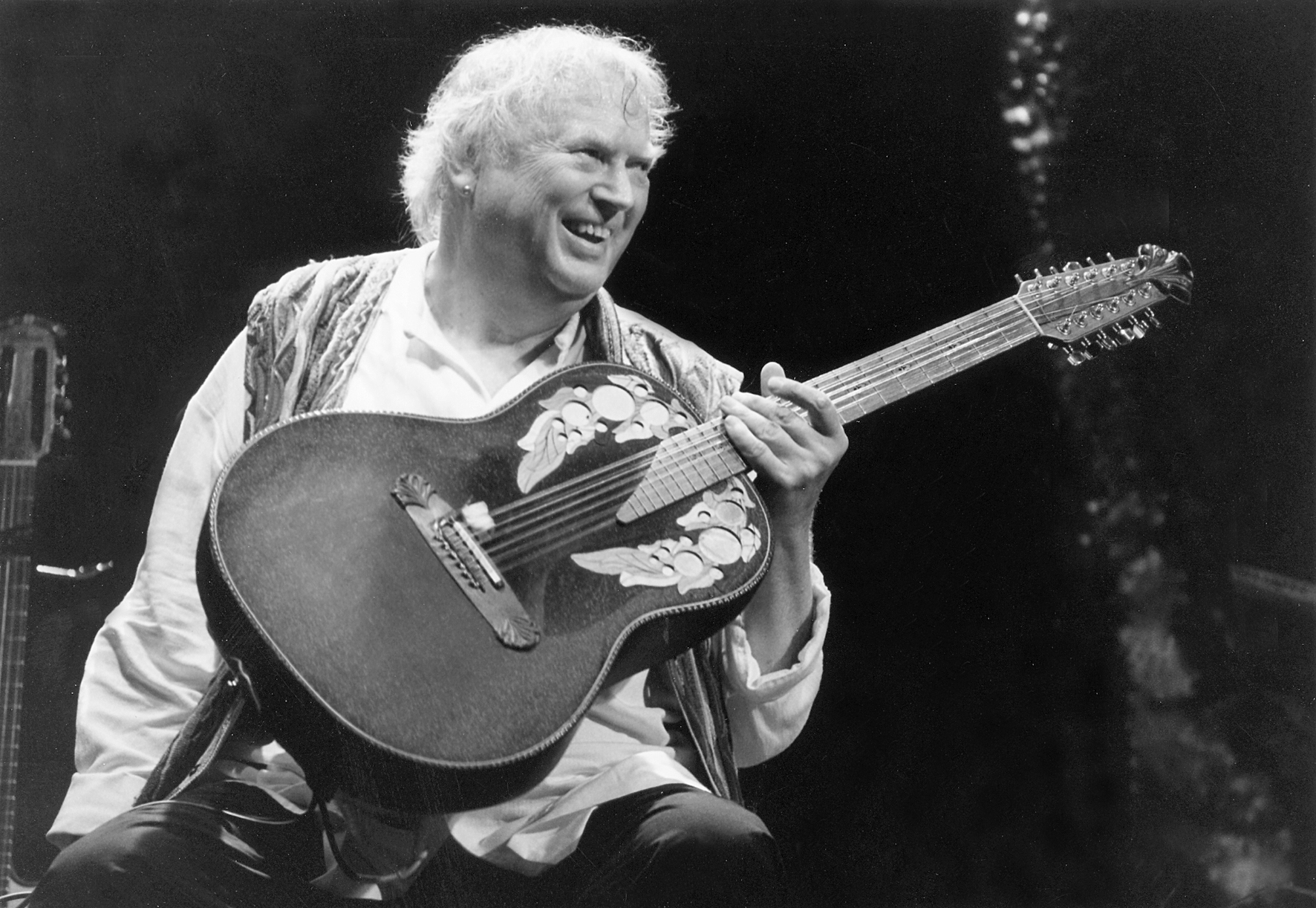
Sigi Schwab; * 5. August

- 05. August: Sigi Schwab, deutscher Gitarrist und Komponist († 2024)
- 06. August: Egil Kapstad, norwegischer Jazzpianist († 2017)
- 06. August: Michael Sarne, britischer Schauspieler, Regisseur und Sänger
- 09. August: Richard Rousselet, belgischer Jazzmusiker
- 10. August: Anzor Erkomaishvili, georgischer Sänger, Komponist und Musikwissenschaftler († 2021)
- 10. August: Les Humphries, britischer Popsänger († 2007)
- 11. August: Werner Herbers, niederländischer Oboist und Dirigent († 2023)
- 11. August: Malena Kuss, argentinische Musikwissenschaftlerin
- 12. August: Tony Oladipo Allen, nigerianischer Schlagzeuger, Komponist und Songschreiber († 2020)
- 12. August: Aleksandar Jossifow, bulgarischer Komponist († 2016)
- 13. August: Allen Blairman, US-amerikanischer Schlagzeuger des Modern Jazz († 2022)
- 16. August: Alix Dobkin, US-amerikanische Folkloresängerin, Songwriterin, Biografin und feministische Aktivistin († 2021)
- 19. August: Johnny Nash, US-amerikanischer Pop- und Reggaemusiker († 2020)
- 19. August: Axel Schmidt, deutscher Englischhornist und Oboist († 2024)
- 23. August: Vicki Brown, britische Sängerin († 1991)
- 23. August: André Laberge, kanadischer Organist und Cembalist
- 25. August: Thomas Kakuska, österreichischer Musiker, Professor für Musik und darstellende Kunst in Wien († 2005)
- 26. August: Karin Rauschen, deutsche Schlagersängerin

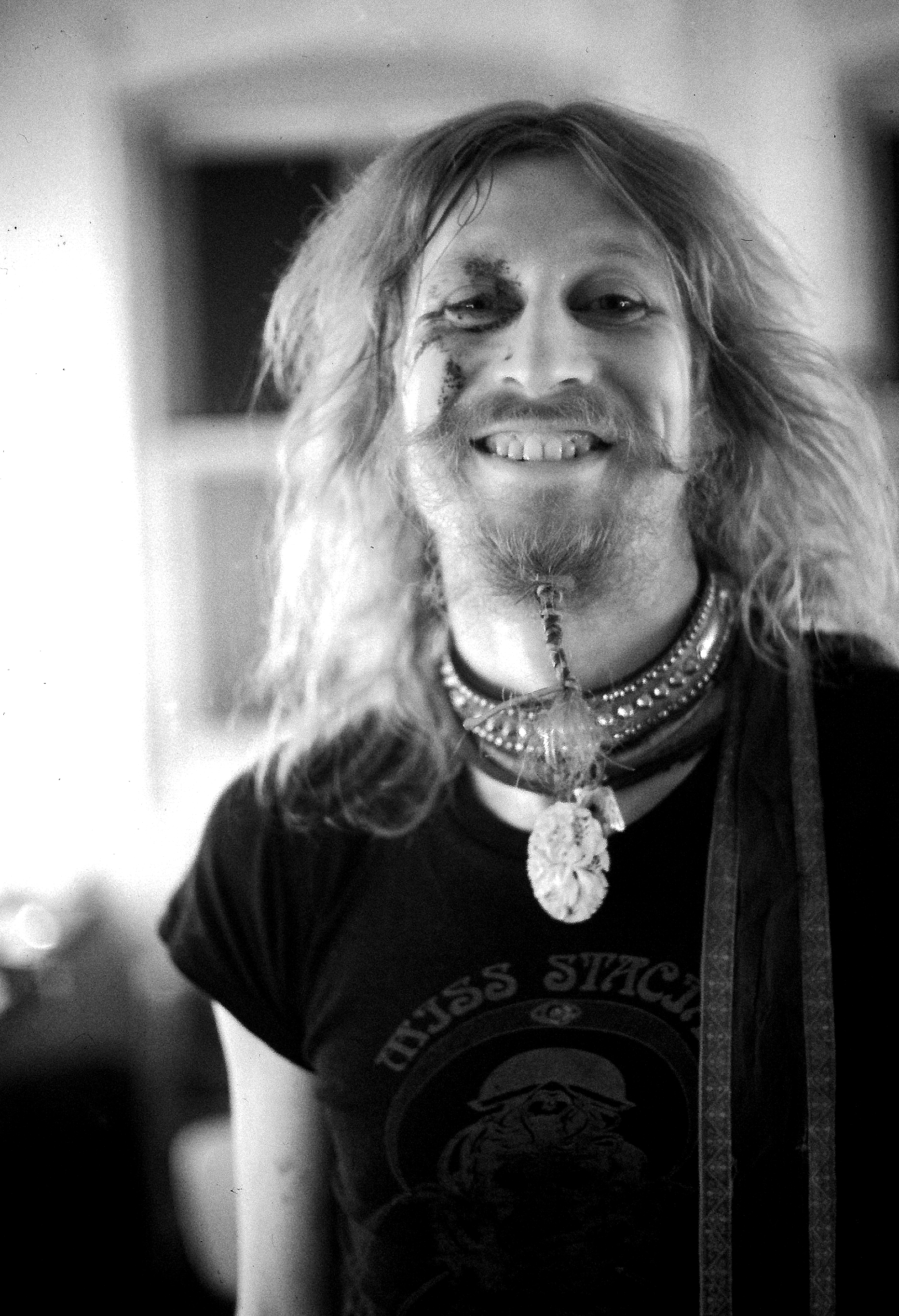
Nik Turner; * 26. August

- 26. August: Nik Turner, britischer Musiker und Songwriter († 2022)
- 27. August: Sonny Sharrock, US-amerikanischer Jazzgitarrist († 1994)
- 28. August: Ivy Jo Hunter, US-amerikanischer R&B-Songwriter, Musikproduzent und Sänger († 2022)
- 29. August: Bennie Maupin, US-amerikanischer Jazzmusiker
- 31. August: Robbie Basho, US-amerikanischer Fingerstyle-Gitarrist, Pianist und Sänger († 1986)

### September
- 02. September: Rudolph Angermüller, deutscher Musikwissenschaftler († 2021)

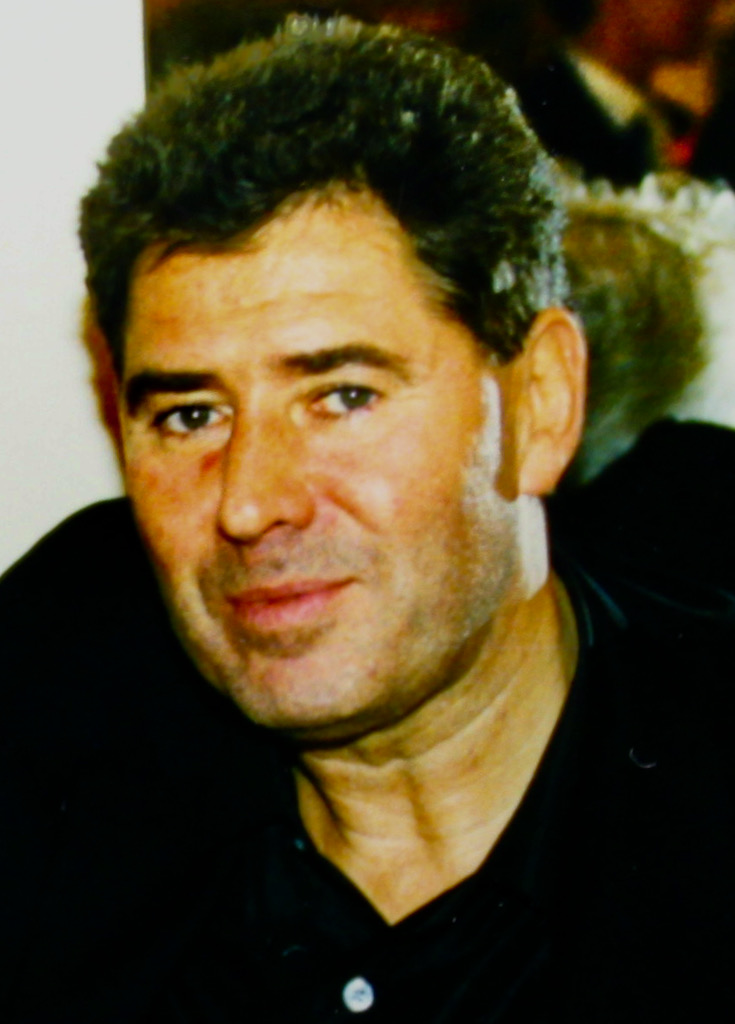
Jack White; * 2. September

- 02. September: Jack White, deutscher Musikproduzent
- 03. September: Willem van Manen, niederländischer Posaunist, Komponist, Bandleader und Hochschullehrer († 2024)
- 06. September: Aida Aschcharua, sowjetische bzw. abchasische Pianistin und Hochschullehrerin († 2016)
- 07. September: Giuseppe Giacomini, italienischer Opernsänger († 2021)
- 10. September: Roy Ayers, US-amerikanischer Musiker († 2025)
- 10. September: Dave Burrell, US-amerikanischer Jazzpianist
- 10. September: James Polk, US-amerikanischer Musiker († 2024)
- 11. September: Robert Belfour, US-amerikanischer Bluesmusiker († 2015)
- 12. September: John DeFrancesco, US-amerikanischer Jazz-Organist († 2024)
- 13. September: Alex Riel, dänischer Schlagzeuger († 2024)
- 13. September: Rohangiz Yachmi, iranische Opernsängerin
- 16. September: Hamiet Bluiett, US-amerikanischer Jazzmusiker († 2018)
- 17. September: Gerald Stier, deutscher Komponist und Landeskirchenmusikdirektor († 2022)
- 17. September: Heidelinde Weis, österreichische Schauspielerin, Regisseurin und Sängerin († 2023)
- 18. September: Frankie Avalon, US-amerikanischer Musiker und Schauspieler
- 19. September: Michelle Quintal, kanadische Organistin und Musikpädagogin
- 21. September: Rudolf Jaggi, Schweizer Komponist († 2015)
- 22. September: Edward Bogusławski, polnischer Komponist und Musikpädagoge († 2003)
- 22. September: Otto Hofer, österreichischer Humorist, Mundartautor und Musiker
- 24. September: Amelita Baltar, argentinische Tango- und Folksängerin
- 24. September: Victor Martin, spanischer Geiger und Musikpädagoge († 2017)
- 26. September: Gary Bartz, US-amerikanischer Jazz-Saxophonist
- 29. September: Nicola Di Bari, italienischer Sänger und Schauspieler
- 30. September: Lori Burton, US-amerikanische Pop-Sängerin, Songwriterin und Musikproduzentin († 2021)
- 30. September: Mady Riehl, deutsche Schlagersängerin, Schauspielerin und Fernsehmoderatorin
- 30. September: Tail Dragger, US-amerikanischer Blues-Sänger († 2023)

### Oktober
- 01. Oktober: Steve O’Rourke, britischer Musikmanager, Rennstallbesitzer und Autorennfahrer († 2003)
- 03. Oktober: Nacha Guevara, argentinische Sängerin, Tänzerin und Schauspielerin
- 03. Oktober: Alan O’Day, US-amerikanischer Sänger und Songschreiber († 2013)
- 04. Oktober: François Dolmetsch, britischer Fotograf und Musiker

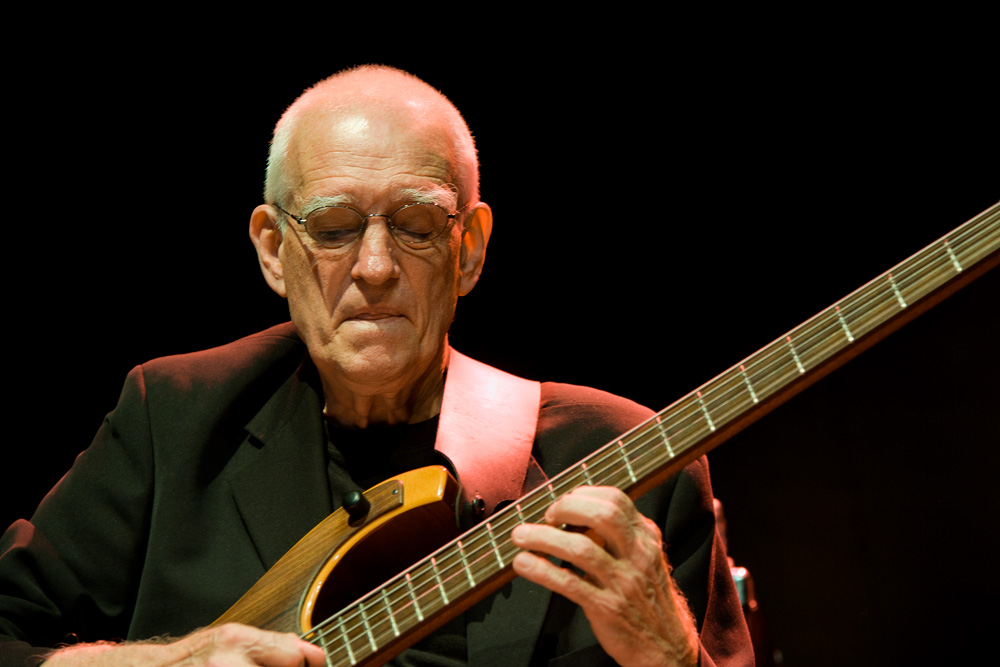
Steve Swallow; * 4. Oktober

- 04. Oktober: Steve Swallow, US-amerikanischer Jazzmusiker
- 05. Oktober: Bob Heil, US-amerikanischer Tontechniker († 2024)
- 07. Oktober: Larry Young, US-amerikanischer Jazzmusiker (Organist, Komponist) († 1978)
- 09. Oktober: Hans Ulrich Humpert, deutscher Komponist († 2010)

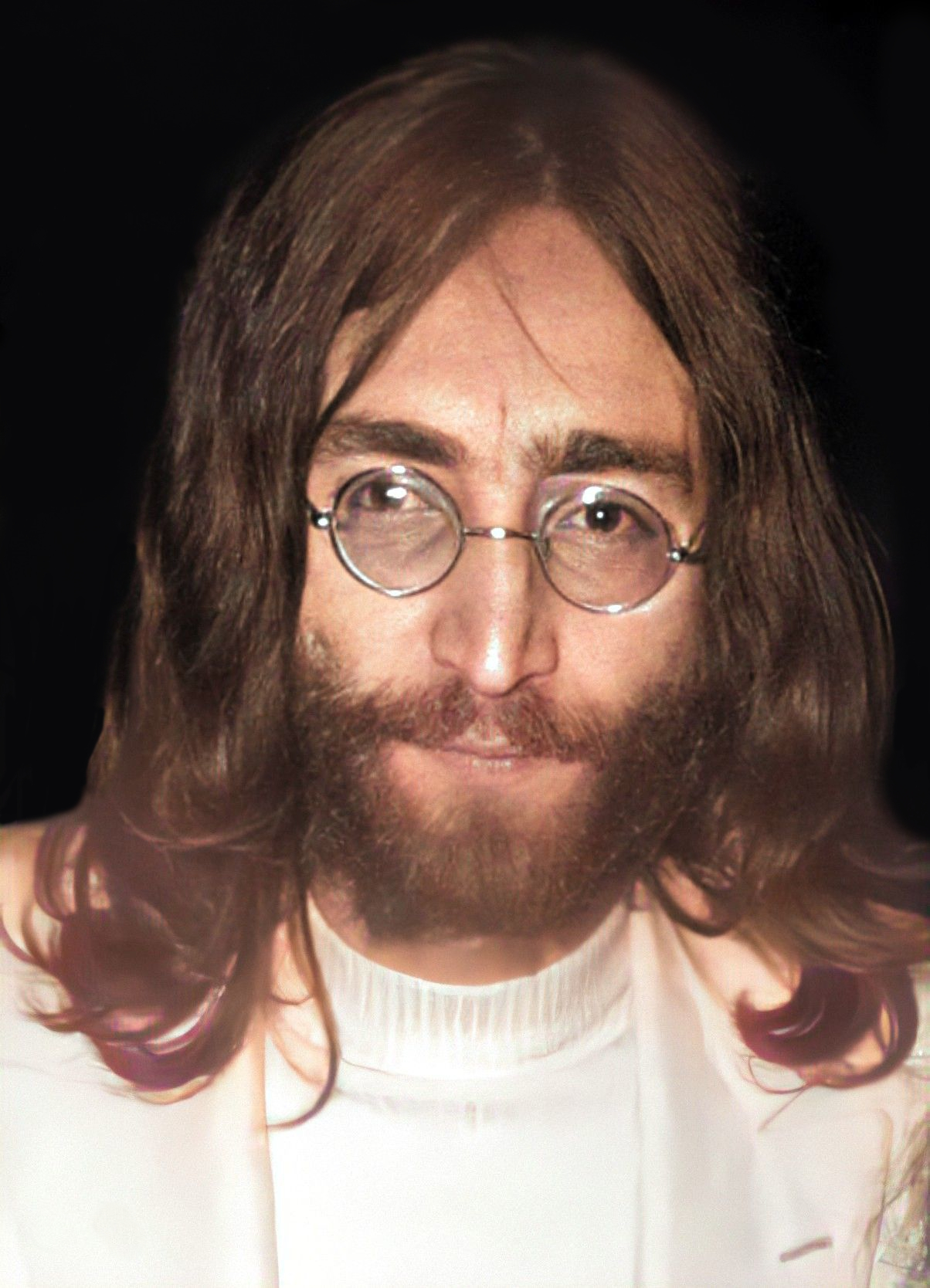
John Lennon; * 9. Oktober

- 09. Oktober: John Lennon, britischer Musiker (The Beatles) († 1980)
- 12. Oktober: Ben Elkins, US-amerikanischer Jazzmusiker und Hochschullehrer († 2021)
- 13. Oktober: Chris Farlowe, englischer Rhythm-and-Blues-Sänger
- 13. Oktober: Pharoah Sanders, US-amerikanischer Jazz-Musiker († 2022)

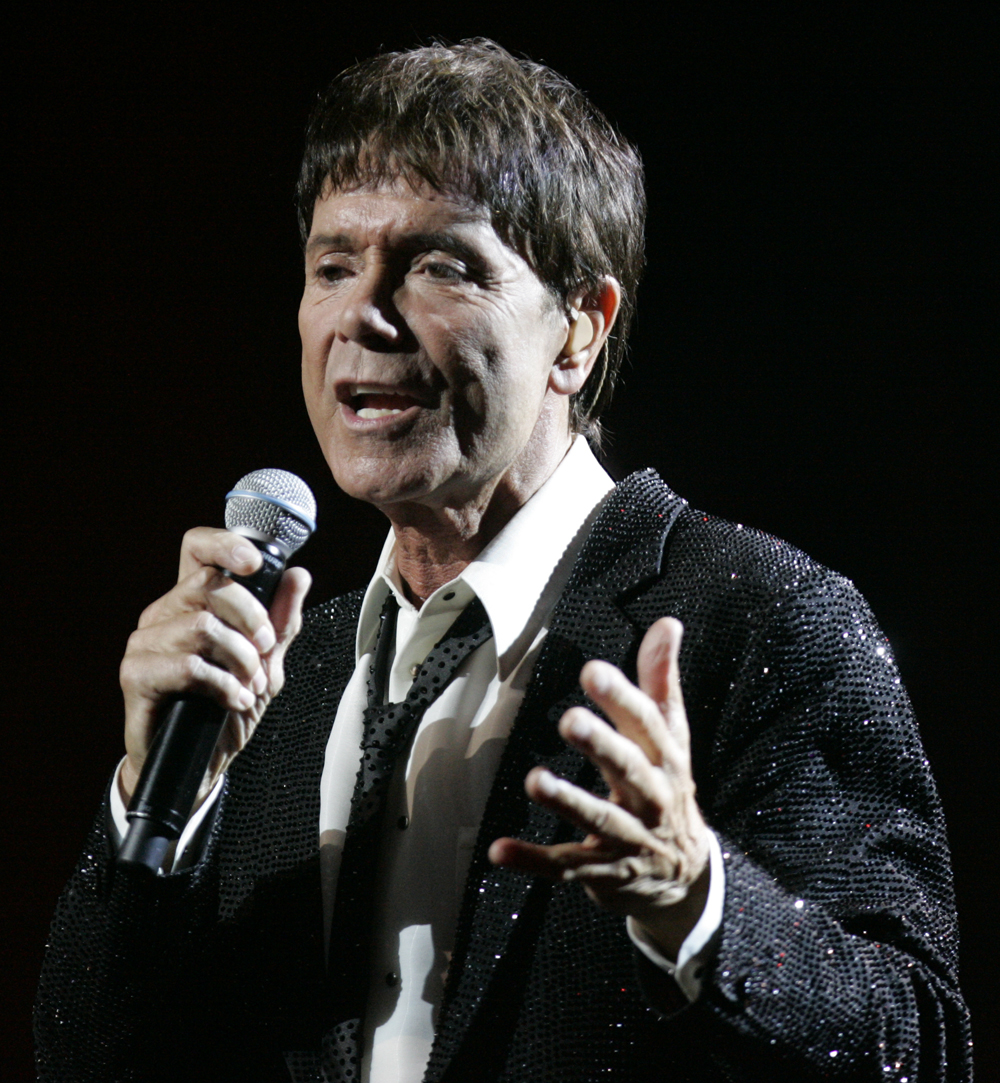
Cliff Richard; * 14. Oktober

- 14. Oktober: Cliff Richard, britischer Popsänger
- 18. Oktober: Cynthia Weil, US-amerikanische Komponistin († 2023)
- 19. Oktober: Carlos Paiva, argentinischer Tangosänger und Schauspieler
- 20. Oktober: Yossi Mar-Chaim, israelischer Komponist
- 21. Oktober: Natalja Makarowa, russische Balletttänzerin
- 21. Oktober: Manfred Mann, südafrikanisch-britischer Rockmusiker
- 22. Oktober: José Colángelo, argentinischer Tangopianist und -komponist
- 22. Oktober: Claude Mann, französischer Schauspieler, Sänger, Regisseur und Theaterdirektor
- 23. Oktober: Ellie Greenwich, US-amerikanische Sängerin, Songwriterin und Musikproduzentin († 2009)
- 24. Oktober: Erwin Hardeck, deutscher Musikwissenschaftler und Bibliothekar
- 24. Oktober: Nasrollah Nasehpour, iranischer Sänger und Professor für klassischen persischen Gesang († 2023)
- 28. Oktober: Bernhardt Edskes, niederländischer Orgelbauer († 2022)
- 29. Oktober: Frida Boccara, französische Sängerin († 1996)
- 30. Oktober: Nərgiz Şəfiyeva, aserbaidschanische Komponistin und Musikpädagogin
- 31. Oktober: Reimer von Essen, deutscher Jazz-Klarinettist und -Bandleader

### November
- 01. November: Quique Ojeda, argentinischer Tangosänger
- 01. November: Jeff Turner, australisch-schweizerischer Country-Musiker († 2020)
- 02. November: Phil Minton, britischer Jazz-Sänger und -Trompeter
- 03. November: Dieter Acker, deutscher Komponist († 2006)
- 03. November: Gianni Mascolo, italienischer Sänger († 2016)
- 05. November: Anthony Rolfe Johnson, englischer Tenor († 2010)

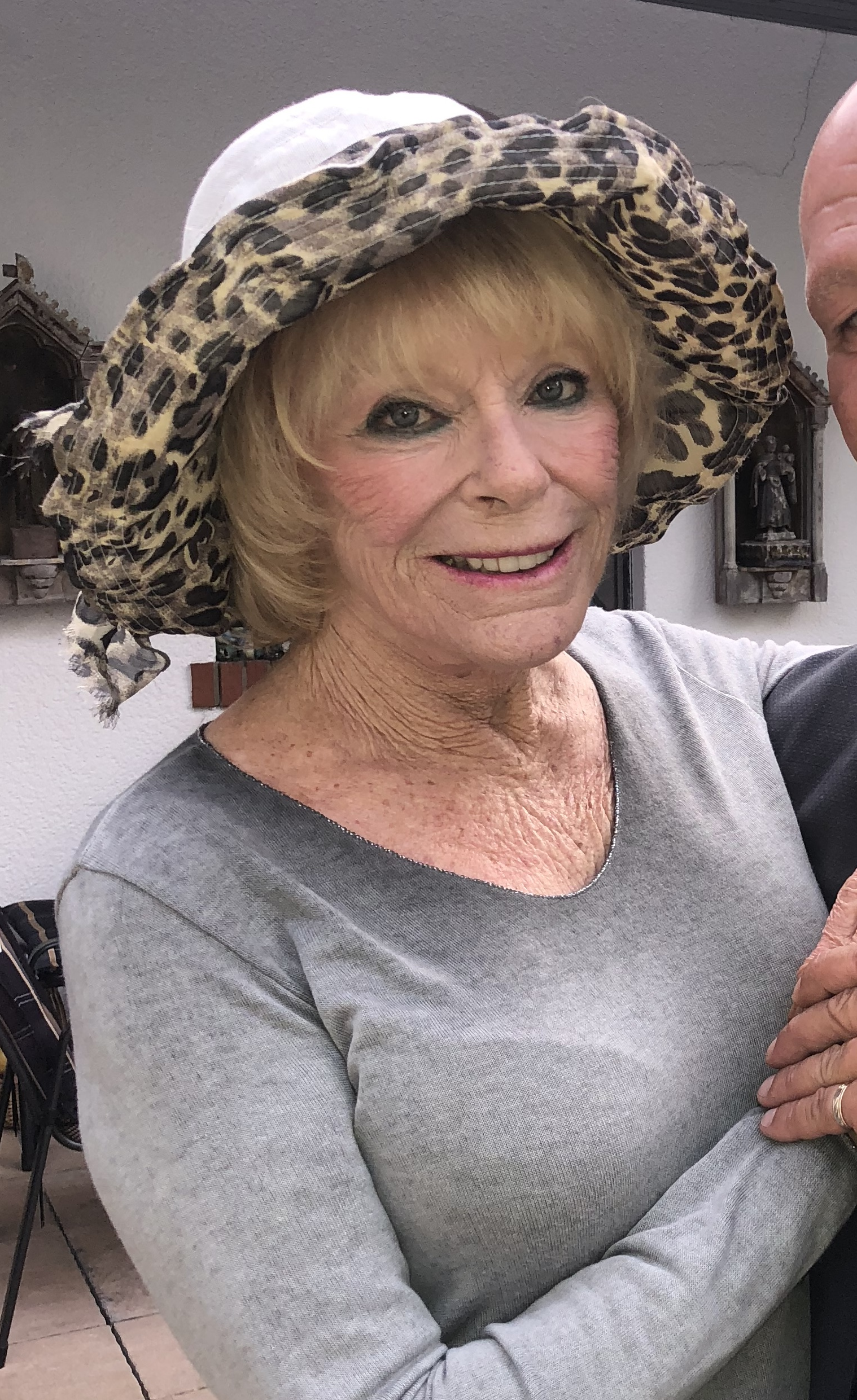
Elke Sommer; * 5. November

- 05. November: Elke Sommer, deutsche Schauspielerin, Sängerin, Regisseurin und Malerin
- 08. November: Heini Wahl, Hunsrücker Volkssänger
- 10. November: Vincent Ford, jamaikanischer Songwriter († 2008)
- 10. November: Screaming Lord Sutch, britischer Musiker und Politiker († 1999)
- 10. November: Ralf Weikert, österreichischer Dirigent
- 11. November: Dennis James Coffey, US-amerikanischer Studio-Gitarrist
- 11. November: Mario Pavone, US-amerikanischer Jazzbassist († 2021)
- 11. November: Tabu Ley Rochereau, kongolesischer Sänger, Songwriter und Politiker († 2013)
- 11. November: Jacob Stickelberger, Schweizer Liedermacher und Rechtsanwalt († 2022)
- 13. November: Janet Lawson, amerikanische Jazzsängerin († 2021)
- 14. November: Irina Fjodorowna Schnittke, russische Pianistin
- 14. November: Yovanna, griechische Sängerin und Schriftstellerin
- 17. November: Luke Kelly, irischer Sänger und Banjo-Spieler († 1984)
- 18. November: Ranulfo Fuentes Rojas, peruanischer Dichter, Schriftsteller, Komponist und Sänger
- 21. November: Alberto Villalpando, bolivianischer Komponist
- 22. November: Anthony Heilbut, US-amerikanischer Schriftsteller und Musikproduzent
- 25. November: María Teresa Luengo, argentinische Komponistin und Musikpädagogin
- 25. November: Percy Sledge, US-amerikanischer R&B- und Soul-Sänger († 2015)
- 26. November: Bob Ringwald, US-amerikanischer Jazzmusiker († 2021)
- 27. November: José Ramón Maranzano, argentinischer Komponist
- 28. November: Kees Olthuis, niederländischer Komponist, Fagottist und Pianist († 2019)
- 29. November: Seán Cannon, irischer Sänger und Gitarrist
- 29. November: Billy Hart, US-amerikanischer Jazzschlagzeuger
- 29. November: Mark James, US-amerikanischer Songwriter († 2024)
- 29. November: Chuck Mangione, US-amerikanischer Jazz-Flügelhornist und Komponist († 2025)
- 30. November: Suzanne Shulman, kanadische Flötistin und Musikpädagogin

### Dezember
- 01. Dezember: Leo Plettner, deutscher Dirigent († 2022)
- 04. Dezember: Freddy Cannon, US-amerikanischer Rock-’n’-Roll-Sänger
- 04. Dezember: Ulla Norden, deutsche Schlagersängerin († 2018)
- 05. Dezember: Heidi Baader-Nobs, Schweizer Komponistin
- 05. Dezember: Maria del Carme Girau i Alonso, spanische Sängerin und Liedermacherin
- 06. Dezember: Jan Reichow, deutscher Geiger und Musikredakteur († 2025)
- 09. Dezember: Clancy Eccles, jamaikanischer Reggaemusiker und Produzent († 2005)
- 11. Dezember: Michael Hansen, deutscher Schlagersänger, Komponist und Produzent († 2023)
- 12. Dezember: David Lahm, US-amerikanischer Jazzmusiker

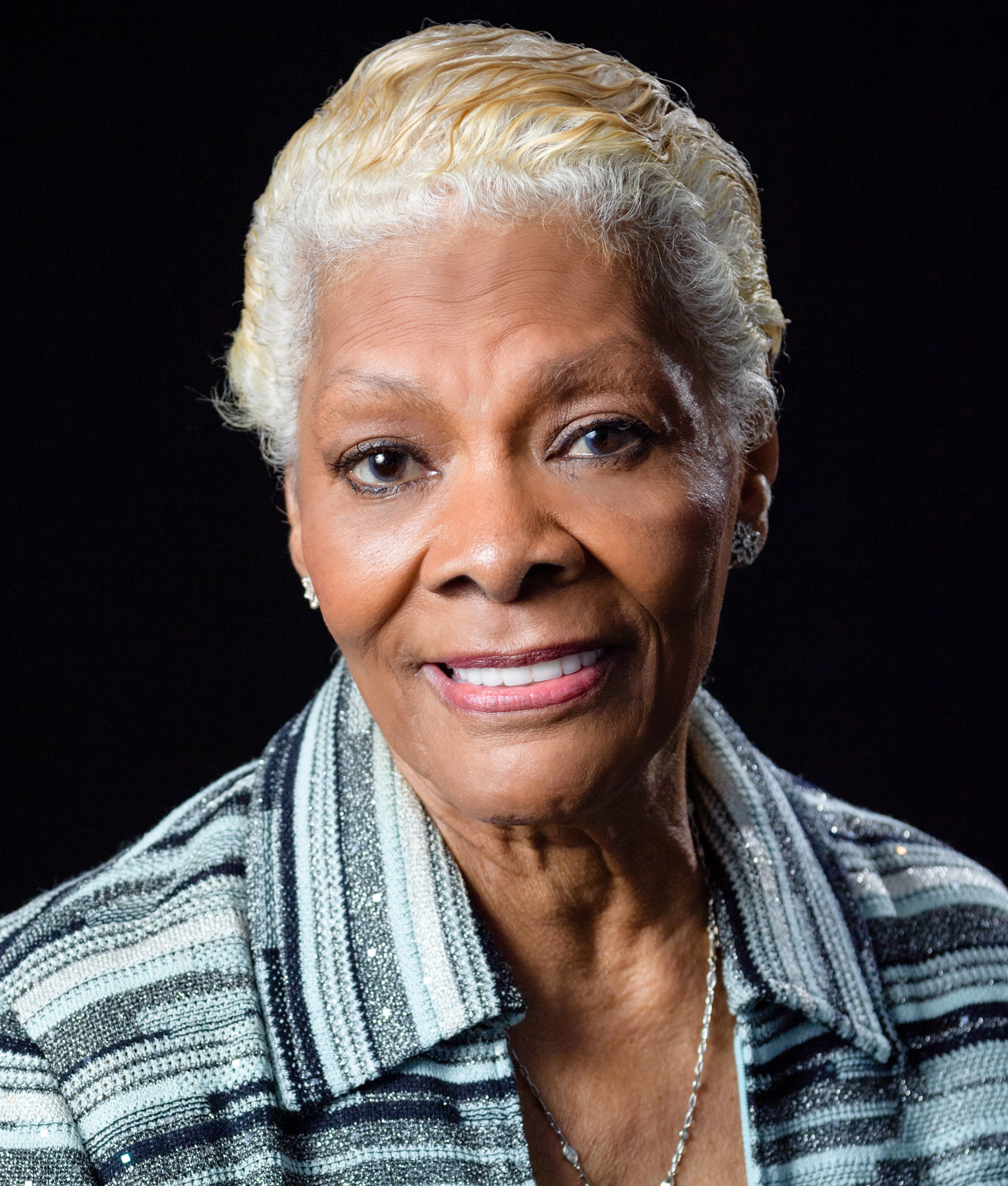
Dionne Warwick; * 12. Dezember

- 12. Dezember: Dionne Warwick, US-amerikanische Sängerin und Fernsehmoderatorin
- 12. Dezember: Ulla Wiesner, deutsche Sängerin
- 14. Dezember: Henri Dès, Schweizer Sänger, Produzent von Kindermusik
- 15. Dezember: Ulrich Kraus, deutscher Tonmeister und Hochschulprofessor († 2020)
- 16. Dezember: Ariel Martínez, uruguayisch-argentinischer Komponist und Bandoneonist († 2019)
- 16. Dezember: Jens Arne Molvær, norwegischer Jazzmusiker († 2023)
- 17. Dezember: Anna Prucnal, polnisch-französische Schauspielerin und Sängerin
- 17. Dezember: Lázaro Valdés, kubanischer Son- und Jazzmusiker († 2023)

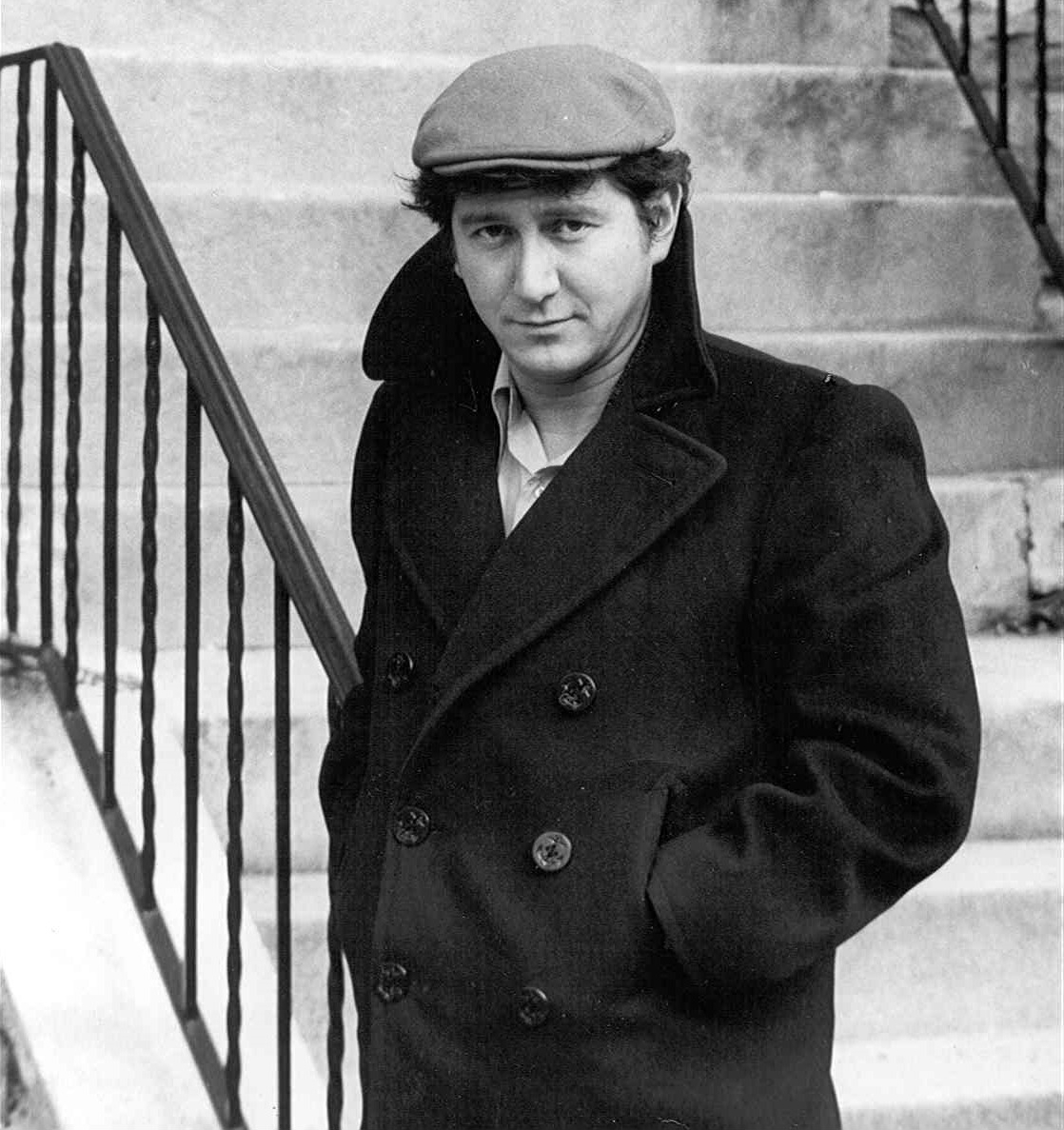
Phil Ochs; * 19. Dezember

- 19. Dezember: Phil Ochs, US-amerikanischer Protestsänger († 1976)

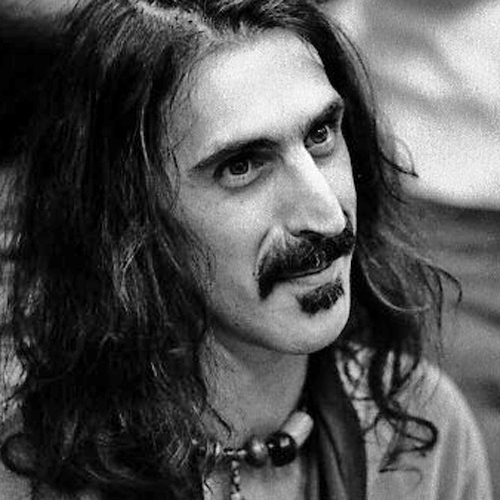
Frank Zappa; * 21. Dezember

- 21. Dezember: Frank Zappa, US-amerikanischer Komponist, Musiker († 1993)
- 23. Dezember: Jorma Kaukonen, US-amerikanischer Blues-, Folk- und Rockgitarrist
- 25. Dezember: Pete Brown, britischer Lyriker und Songwriter († 2023)
- 25. Dezember: Juana Zayas, kubanische Pianistin
- 26. Dezember: Ludger Edelkötter, deutscher Musikpädagoge und Komponist († 2022)
- 26. Dezember: Eli Newberger, US-amerikanischer Kinderarzt und Jazzmusiker († 2024)
- 28. Dezember: Kurt Widmer, Schweizer Gesangspädagoge und Sänger (Bariton) († 2023)

### Genaues Geburtsdatum unbekannt
- David Angel, US-amerikanischer Jazzmusiker
- Jerry Arnold, US-amerikanischer Rockabilly-Musiker
- Tammy Burdett, US-amerikanische Jazzmusikerin und Songwriterin
- Robert Daigneault, kanadischer Komponist
- Danny Doyle, irischer Folk-Musiker († 2019)
- Thomas Fehling, schwedischer Jazzmusiker und Architekt († 2009)
- Peter Jarchow, deutscher Pianist
- Boschidar Karastojanow, bulgarischer Musikwissenschaftler und Mediävist
- Hayes Kavanagh, US-amerikanischer Jurist und Jazzmusiker († 2023)
- Ryōichi Kawai, japanischer Jazzmusiker (Klarinette)
- Chen Ning-chi, chinesischer Dirigent und Komponist († 2025)
- Peter E. Rompf, deutscher Kantor, Komponist, Musiklehrer, Kirchenmusiker und Dissident
- Jürgen Schebera, deutscher Musikhistoriker, Musikwissenschaftler, Kulturwissenschaftler und Germanist
- Almut Seidel, deutsche Pädagogin, Musiktherapeutin und Hochschullehrerin
- Conrado Silva, uruguayisch-brasilianischer Komponist und Hochschullehrer († 2014)
- Klaus Trumpf, deutscher Musiker und Hochschullehrer

### Geboren um 1940
- Bob Ackerman, US-amerikanischer Jazzmusiker († 2022)
- Larry Bluth, US-amerikanischer Jazzmusiker († 2020)
- Danny Davis, US-amerikanischer Jazzmusiker († nach 1987)
- Barbara Dreiwitz, US-amerikanische Tubaspielerin
- Don Edmonds, US-amerikanischer Jazzmusiker (Piano) († 2024)
- Margit Fussi, österreichische Organistin und Pianistin
- Rudolph Johnson, US-amerikanischer Jazzmusiker († 2007)
- Raymond A. King, US-amerikanischer Jazzpianist
- Tom Prehn, dänischer Jazzmusiker
- Kenny Rupp, US-amerikanischer Jazzmusiker († 2021)
- Michael Shahan, US-amerikanischer Kontrabassist, Gambist und Musikpädagoge
- Ajaramu Shelton, US-amerikanischer Jazzmusiker († 2006)
- Brian Towers, britischer Jazzmusiker (Posaune, auch Gesang)
- Frans Wieringa, niederländischer Jazzmusiker

## Gestorben

### Januar bis Juni
- 09. Januar: Josef Jiránek, tschechischer Pianist, Komponist und Musikpädagoge (* 1855)
- 13. Januar: Salvador Llamozas, venezolanischer Pianist, Komponist und Musikjournalist (* 1854)
- 26. Januar: Zug Alijewitsch Teutschesch, russisch-sowjetischer Dichter und Aschug (* 1855)
- 28. Januar: Rodolphe Plamondon, kanadischer Sänger, Cellist und Musikpädagoge (* 1876)
- 30. Januar: Karl Otto Krause, deutscher Theaterdirektor und -regisseur, Filmregisseur und -produzent, Drehbuchautor und Komponist (* 1874)
- 18. Februar: Rudy Wiedoeft, US-amerikanischer Saxophonist (* 1893)
- 23. Februar: Rudolf Raab, deutscher Bühnen- und Filmschauspieler, Charakterkomiker und Sänger (* 1861)
- 24. Februar: Wilhelm Walther, deutscher Komponist und Schriftsteller (* 1889)
- 08. März: Gertrude Eaton, walisisch-britische Sängerin, Suffragette und Strafrechtsreformerin (* 1863)
- 15. März: Robert Leffler, deutscher Sänger, Schauspieler und Regisseur (* 1866)
- 25. März: Ludwig Sauer, deutscher Organist (* 1861)
- 26. März: Filomena Lopatynska, sowjetisch-ukrainische Schauspielerin und Opernsängerin (* 1873)
- 29. März: Ernst Maschke, deutscher Organist, Komponist und Musikpädagoge (* 1867)
- 31. März: Achille Rivarde, britischer Geiger und Musikpädagoge (* 1865)
- 08. April: Andrés Delgado Pardo, venezolanischer Pianist, Komponist und Musikpädagoge (* 1870)
- 17. April: Guido Vanzina Pacheco, argentinischer Tangopianist, Bandleader und Komponist (* 1893)
- 08. Mai: Anton Knüppel, deutscher Organist, Kirchenmusiker und Komponist (* 1880)
- 11. Juni: Fermo Dante Marchetti, italienischer Komponist (* 1876)

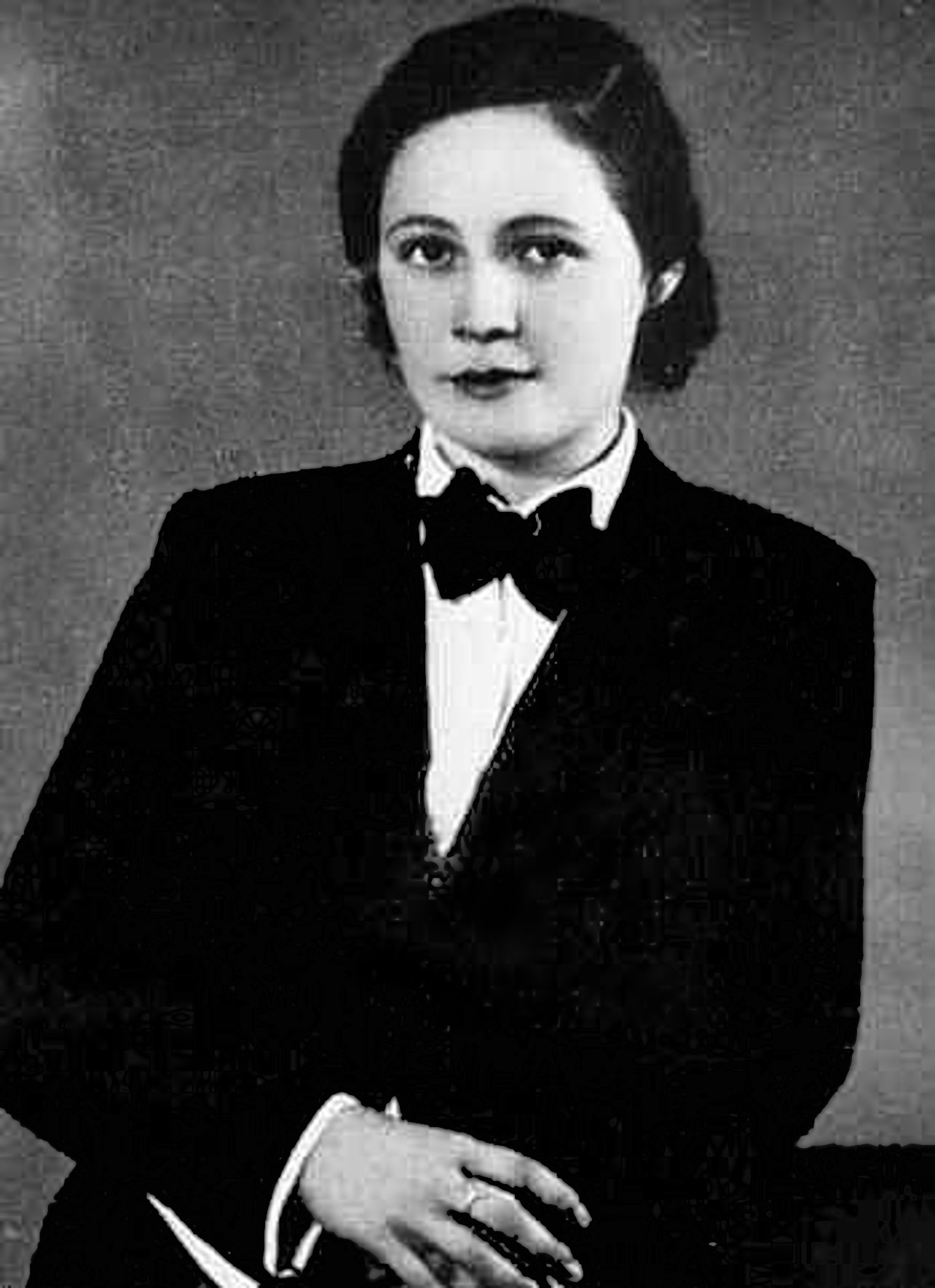
Vítězslava Kaprálová; † 16. Juni

- 16. Juni: Vítězslava Kaprálová, tschechische Komponistin (* 1915)
- 21. Juni: Jean Vuillermoz, französischer Komponist (* 1906)
- 22. Juni: Franz Krüger, deutscher Musiker (* 1880)

### Juli bis Dezember
- 05. Juli: Albert Dupré, französischer Musikpädagoge, Organist und Chorleiter (* 1860)
- 10. Juli: Donald Francis Tovey, englischer Komponist, Pianist und Musikwissenschaftler (* 1875)
- 25. Juli: Ludwig Grande, deutsch-böhmischer Musiker, Dirigent, Komponist, Musiklehrer und Maler (* 1865)

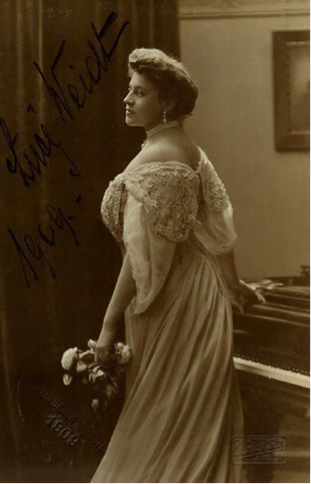
Lucie Weidt; † 31. Juli

- 31. Juli: Lucie Weidt, österreichische Opernsängerin (* 1876)
- 10. August: Alexander Kelberine, russisch-US-amerikanischer Pianist (* 1903)
- 21. August: Paul Juon, Schweizer Komponist russlandschweizerischer Abstammung (* 1872)
- 22. September: István Thomán, ungarischer Pianist und Musikpädagoge (* 1862)
- 25. September: Bruno Lüling, deutscher Kapellmeister, Komponist und Pianist (* 1873)
- 30. September: Walter Kollo, deutscher Komponist (* 1878)
- 08. Oktober: Hermann Klose, deutscher Organist und Musikdirektor (* 1858)
- 20. Oktober: Wladyslaw Waghalter, polnischer Geiger und Pianist (* 1885)
- 21. Oktober: Bernhard Pfannstiehl, deutscher Organist und Kirchenmusikdirektor (* 1861)
- 22. oder 24. Oktober: Helene Hecht, deutsche Salonnière und Mäzenatin (* 1854)
- 24. Oktober: Victor Hollaender, deutscher Komponist und Dirigent (* 1866)
- 27. Oktober: Fini Valdemar Henriques, dänischer Komponist und Violinist (* 1867)

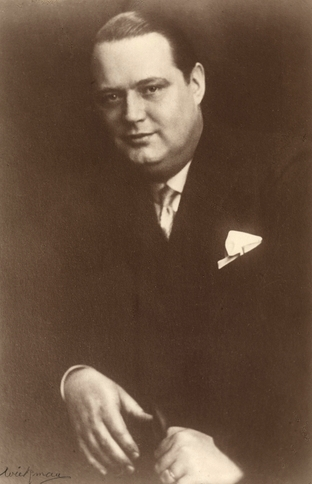
Ivar Frithiof Andresen; † 6. November

- 06. November: Ivar Frithiof Andresen, norwegischer Opernsänger (* 1896)
- 08. November: Leo Portnoff, ukrainischer Violinist, Komponist und Musikpädagoge (* 1875)
- 12. November: Alejandro García Caturla, kubanischer Komponist (* 1906)
- 28. November: James Hotchkiss Rogers, US-amerikanischer Organist und Komponist (* 1857)
- 03. Dezember: Leokadia Alexandrowna Kaschperowa, russische und sowjetische Pianistin, Komponistin und Musikpädagogin (* 1872)
- 18. Dezember: Georg Freundorfer, deutscher Zitherspieler und Komponist (* 1881)

### Genaues Todesdatum unbekannt
- Louis Allard, französischer Posaunist und Musikpädagoge (* 1852)
- Cesare Bernardo Bellini, italienischer Komponist und Gesangslehrer (* 1853)

### Gestorben nach 1940
- Julius Dewald, deutscher Sänger, Theaterschauspieler, -regisseur und -leiter sowie Stummfilmschauspieler- und -regisseur (* 1879)
- Willy Stuhlfeld, deutscher Opernsänger, Theaterdirektor, Verleger und Schriftsteller (* 1879)